# 岸信介
岸 信介（きし のぶすけ、1896年〈明治29年〉11月13日 - 1987年〈昭和62年〉8月7日）は、日本の政治家、農商務・商工官僚。1957年から1960年まで内閣総理大臣（第56・57代）を務めた。位階勲等は正二位大勲位。出生名は佐藤 信介（さとう のぶすけ）。
他満洲国総務庁次長、商工大臣（第24代）、衆議院議員（10期）、自由民主党幹事長（初代）、自由民主党総裁 （第3代） 、外務大臣（第86・87代）、内閣総理大臣臨時代理、皇學館大学総長（第2代）を歴任した。東洋パルプ、日本再建連盟の会長も務めた。A級戦犯被疑者として収監されるが、不起訴となったのち米国CIA（中央情報局）のエージェントとして活動し、戦後にも権力を得た。1964年から1972年まで内閣総理大臣を務めた佐藤栄作の兄。

## 概説
旧制山口中学校（現在の山口県立山口高等学校）、旧制第一高等学校を経て、東京帝国大学卒業後、農商務省、商工省にて要職を歴任。建国されたばかりの満洲国では国務院高官として満洲産業開発五カ年計画を手がけ、「弐キ参スケ」の一角を占める。その後、日本の商工省に復帰し、次官に就任する。東條内閣では商工大臣として入閣し、のちに無任所の国務大臣として軍需省の次官を兼任する。昭和戦前は「革新官僚」の筆頭格として陸軍からも関東軍からも嘱望された。
東條英機内閣の太平洋戦争開戦時の重要閣僚であったことから、極東国際軍事裁判ではA級戦犯被疑者として3年半拘留されたが、不起訴により釈放された。他の戦争指導者同様、公職追放は免れなかったが、それも東西冷戦の影響による米国の方針変更によりサンフランシスコ講和条約発効とともに解除される。
終戦後は東洋パルプの会長を務めていたが、公職追放が解除されると日本再建連盟の設立や日本社会党への入党を模索するなど政界復帰を目指し、弟の佐藤栄作も属する吉田自由党に入党して政界に復帰する。しかし、対米追従姿勢の吉田茂と対立して除名、日本民主党の結党に加わり、保守合同で自由民主党が結党されると幹事長となった。石橋内閣にて外務大臣に就任する。首班石橋湛山の病気により臨時代理を務め、石橋内閣が総辞職すると後任の内閣総理大臣に指名され、日米安保体制の成立に尽力し、60年安保も乗り切った。昭和54年の政界引退後も後継者の福田赳夫などを通じて自民党右派の象徴として政界に影響力を行使し、晩年は「昭和の妖怪」ともあだ名されつつ、統一教会と連携して自主憲法制定運動やスパイ防止法制定運動に尽力。また女婿の安倍晋太郎の首相就任を目指していた。
位階は正二位、勲等は大勲位。皇學館大学総長（第2代）なども務めた。第61・62・63代内閣総理大臣佐藤栄作は実弟。また長女・洋子は安倍晋太郎に嫁いだ。洋子の次男は第90・96・97・98代内閣総理大臣安倍晋三、三男は防衛大臣を務めた岸信夫。

## 生涯

### 生い立ち
山口県吉敷郡山口町八軒家（現在の山口市）に、山口県庁官吏であった佐藤秀助と茂世（もよ）夫妻の第5子（次男）として生まれる（本籍地は山口県熊毛郡田布施町）。信介が生まれた時、曽祖父の佐藤信寛もちょうど山口に来ており、非常によろこんで、早速“名付親になる”といって自分の名前の1字を取って「信介」という名が付けられた。数え年3歳になったころ、父親の秀助は勤めをやめて、郷里に帰り、酒造業を営むようになった。
秀助・茂世夫妻は、本家のある田布施町上田布施中西田縫のすぐそばの岸田で造り酒屋を営んだ（佐藤家は酒造の権利を持ち、母が分家するまでは他家に貸していた）。

### 学生時代
岡山市立内山下小学校から岡山県立岡山中学校（旧制。現在の岡山県立岡山朝日高等学校）に進学したが、学費や生活費の面倒を見ていた叔父の佐藤松介（医師・岡山医学専門学校教授）が肺炎により急逝したため、2年と1ヶ月足らずしかいることが出来なかった。山口に戻り、山口県立山口中学校（旧制。現在の山口県立山口高等学校）に転校。中学3年生の時、婿養子だった父の実家・岸家の養子となる。
1914年（大正3年）、山口中学校を卒業する。間もなく上京して高等学校受験準備のため予備校に通ったが、勉強より遊び癖の方がつきやすく、受験勉強そっちのけでしばしば活動写真や芝居を見に行ったりした。第一高等学校の入学試験の成績は最下位から2、3番目だったが、高等学校から大学にかけての秀才ぶりは様々に語り継がれ、同窓で親友であった我妻栄、三輪寿壮とは常に成績を争った。
1917年（大正6年）、東京帝国大学法学部に入学。法学部の入学試験はドイツ語の筆記試験だけで、難なく合格した。大学時代は精力を法律の勉強に集中し、ノートと参考書のほか一般の読書は雑誌や小説を読む程度で、一高時代のように旺盛な多読濫読主義ではなく、遊びまわることもほとんどなかった。
このころの岸は社会主義に関心を寄せてカール・マルクスの資本論やフリードリヒ・エンゲルスとの往復書簡などを読んだものの、国粋主義的な北一輝と大川周明の思想の方に魅了され、上海で大川に説得されて帰国していた牛込の北を訪ねている。後の満洲国への関与などに対する大川の影響を岸は認めており、北も「大学時代に私に最も深い印象を与えた一人」として「おそらくは、のちに輩出した右翼の連中とはその人物識見においてとうてい同日に論じることはできない」と岸は語っている。
1920年（大正9年）7月に東京帝国大学法学部法律学科（独法）を卒業する。国粋主義者の上杉慎吉の木曜会と興国同志会に属し、上杉から大学に残ることを強く求められ、我妻もそれを勧めたが、岸は官界を選んだ。「これからは産業」とあえて農商務省に入る。優等生であった岸が内務省ではなく二流官庁と思われていた農商務省に入ったことは意外の念をもって受け止められた。同郷の政治家で両省に在職経験のある上山満之進はこの選択を叱責したという。

### 農商務官僚（商工官僚）時代 - 満洲国時代
農商務省へ入ると、当時商務局商事課長だった同郷の先輩、伊藤文吉（首相伊藤博文の養子）から「外国貿易に関する調査の事務を嘱託し月手当四十五円を給す」という辞令をもらった。同期には平岡梓（三島由紀夫の父）、三浦一雄、吉田清二などがいたが、入って間もなく、岸は同期生およそ20名のリーダー格となった。
1925年（大正14年）に農商務省が商工省と農林省に分割されると商工省に配属された。その当時の上司が、吉野作造の弟で、のちに商工省の次官・大臣となった吉野信次であり、当時文書課長だった吉野と岸と臨時産業合理局の木戸幸一が重要産業統制法を起案実施したとされる。1933年（昭和8年）2月に商工大臣官房文書課長、1935年（昭和10年）4月には商工省工務局長に就任。自動車製造事業法の立法に貢献。
1936年（昭和11年）10月に満洲国国務院実業部総務司長に就任して渡満。1937年（昭和12年）7月には産業部次長、1939年（昭和14年）3月には総務庁次長に就任。この間に計画経済・統制経済を大胆に取り入れた満洲「産業開発5ヶ年計画」を実施。大蔵省出身で、満洲国財政部次長や国務院総務長官を歴任し経済財政政策を統轄した星野直樹らとともに、満洲経営に辣腕を振るう。同時に、関東軍参謀長であった東條英機や、日産コンツェルンの総帥鮎川義介、里見機関の里見甫の他、椎名悦三郎、大平正芳、伊東正義、十河信二らの知己を得て、軍・財・官界に跨る広範な人脈を築き、満洲国の5人の大物「弐キ参スケ」の1人に数えられた。また、山口県出身の同郷人、鮎川義介・松岡洋右と共に「満洲三角同盟」とも呼ばれた。
原彬久は、岸を「政治家」として「成長」させた最大の要因は、関東軍という最高権力者をあるいは懐柔し、あるいは説得しつつ、絶大な権力をわがものにする術を身につけさせた、満洲の権力機構そのものにある、と指摘している。
このころから、岸はどこからともなく政治資金を調達するようになった。主にそれは満洲及び中国全土でのアヘン売買とされている。その後、満洲から去る際に「政治資金は濾過機を通ったきれいなものを受け取らなければいけない。問題が起こったときは、その濾過機が事件となるのであって、受け取った政治家はきれいな水を飲んでいるのだから関わり合いにならない。政治資金で汚職問題を起こすのは濾過が不十分だからです」という言葉を残している。

### 東條内閣の閣僚時代

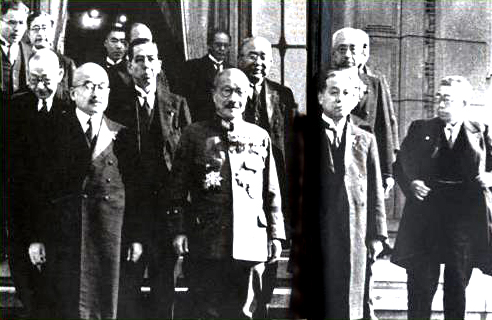
内閣総理大臣東條英機（最前列中央）の東條内閣の閣僚と岸（東條の後ろにいる人物）

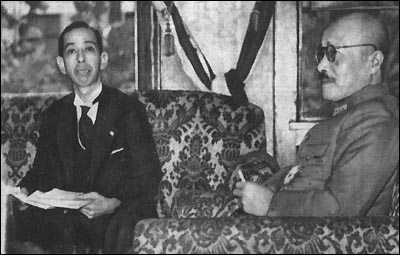
岸信介商工相と東條英機首相（1943年10月）

伍堂卓雄商工大臣が当時の商工次官だった村瀬直養の反対を押し切って岸の次官起用を決定し、1939年（昭和14年）10月に帰国して商工次官に就任する。近衛文麿から第2次近衛内閣の商工大臣への就任要請された際は財界の人間にすべきとして断り、企画院総裁に星野を推薦した。その後、商工大臣となった小林一三と対立、直後に発生した企画院事件の責任を取り辞任する。
1941年（昭和16年）10月に発足した東條内閣に商工大臣として入閣。『米國及英國ニ對スル宣戰ノ詔書』に署名。太平洋戦争中の物資動員の全てを扱った。1942年（昭和17年）の第21回衆議院議員総選挙で当選し、政治家としての一歩を踏み出した。1943年（昭和18年）3月11日、商工大臣として既存の商工会議所を強制的に解散させ、統制経済を指導する商工経済会として再編（経団連の前身）。他方、東京大学法学部出身で岸と同期の南条徳男は運輸通信省を発足させ、統制経済を完成させた。10月8日、東條首相兼陸軍大臣が商工大臣をも兼任し、岸は無任所相となり兼ねて再び商工次官に任命。このため衆議院議員も退職となった。11月1日には戦局激化への対応として商工省が廃止され軍需省へと改組、軍需大臣は引き続き東條首相兼陸相の兼任、岸は無任所相兼軍需次官と、半ば降格に近い処遇により、東條との関係に溝が生じた。
1944年（昭和19年）7月9日にはサイパン島が陥落し、日本軍の敗色が濃厚となった。宮中の重臣間では、木戸幸一内大臣を中心に早期和平を望む声が上がり、木戸と岡田啓介予備役海軍大将、米内光政海軍大将らを中心に、東條内閣の倒閣工作が密かに進められた。
同年7月13日には、難局打開のため内閣改造の意向を示した東條に対し木戸は、東條自身の陸軍大臣と参謀総長の兼任を解くこと、嶋田繁太郎海軍大臣の更迭と重臣の入閣を求めた。東條は木戸の要求を受け入れ、内閣改造に着手しようとしたが、その矢先に岸が「サイパン陥落に伴って今後本土空襲が繰り返されるであろうから軍需次官としての責任が果たせない」として講和を要求し、ならば辞職せよと東條に迫られるも拒否して閣内不一致を現出させた。岸の更迭は重臣入閣枠を空けるための既定路線であり、内閣改造を頓挫させるために岡田と申し合わせて辞職を拒否したともされる。これを受けて東條側近の四方諒二東京憲兵隊長が岸宅に押しかけ恫喝するも、「黙れ、兵隊」と逆に四方を一喝して追い返した。この動きと並行して木戸と申し合わせていた重臣らも入閣要請を拒否。東條は内閣改造を断念し、7月18日に内閣総辞職となった。総辞職後も岸への怒りが収まらない東條は、新たに組閣の大命を受けた小磯国昭との会談で、暗に岸を指して一部の前閣僚には前官礼遇を与えないことを要請した。
1945年（昭和20年）3月11日、岸は翼賛政治会から衣替えした親東條の大日本政治会には加わらず、反東條の護国同志会を結成した。
1945年6月に創設された親任官である中国地方総監のポジションを所望したが大塚惟精に先を越される形で逃した。尚、就任した大塚は広島市への原爆投下で被爆して死去している。

### 戦犯被疑者としての獄中、そして放免

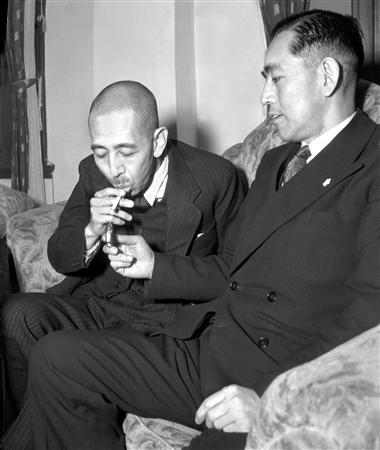
1948年12月24日、内閣官房長官公邸にて内閣官房長官佐藤栄作（右）と

1945年（昭和20年）8月15日に戦争が終結した後故郷の山口市に帰郷するが、軍需次官などを勤めた経歴が祟り、日本を占領下に置いた連合国軍からA級戦犯被疑者として9月15日に逮捕され、東京の巣鴨拘置所へ拘置された。
自殺する政治家や軍人もいたなか、岸は「名にかへて このみいくさの 正しさを 来世までも 語り残さむ」と裁判で堂々と主張するつもりで、「われわれは戦争に負けたことに対して日本国民と天皇陛下に責任はあっても、アメリカに対しては責任はない。しかし勝者が敗者を罰するのだし、どんな法律のもとにわれわれを罰するか、負けたからには仕方がない。」「侵略戦争というものもいるだろうけれど、われわれとしては追い詰められて戦わざるを得なかったという考え方をはっきり後世に残しておく必要がある」として臨んだ。また、「今次戦争の起こらざるを得なかった理由、換言すれば此の戦は飽く迄吾等の生存の戦であって、侵略を目的とする一部の者の恣意から起こったものではなくして、日本としては誠に止むを得なかったものであることを千載迄闡明することが、開戦当初の閣僚の責任である」「終戦後各方面に起こりつつある戦争を起こした事が怪しからぬ事であるとの考へ方に対して、飽く迄聖戦の意義を明確ならしめねばならぬと信じた」とも述べている。
他にも獄中で書いた『断想録』で新日本は海国として再出発すべきで、「吾等は曾て世界に比類のない国民的結束と世界を驚倒する進歩発展を遂げた。仮令一敗地に塗れたとは云へ、此の国民的優秀性は依然として吾等の血に流れて居るのである。(中略）国民的矜持も国民の内省による国民的自覚の上に立つものである」と書いた。さらに獄中では「日本をこんなに混乱に追いやった責任者の一人として、やはりもう一度政治家として日本の政治を立て直し、残りの生涯をかけてもどれくらいのことができるかわからないけれど、せめてこれならと見極めがつくようなことをやるのは務めではないか」と戦後の政治復帰を戦争の贖罪として考えるようになった。
極東国際軍事裁判（以下東京裁判）については「絶対権力を用いたショーだったのである」と述べている。また中国の内戦については、「支那が中共の天下となれば朝鮮は素より東亜全体の赤化である。米国の極東政策は完全にソ連に屈服することになる」と米ソ対立が深まるのを見極めつつ、反共のためならアメリカとも協力するようになっていったといわれ、大アジア主義者である他方現実主義者でもあった。
1948年（昭和23年）12月23日、東条英機はじめ7人の被告の死刑が執行された。翌24日、当局は、岸、笹川良一、児玉誉士夫ら19人を不起訴により釈放すると発表。同月18日に病死していた多田駿と本多熊太郎を除く17人は即日釈放された。東京裁判では開戦を実質的に決めた1941年（昭和16年）11月29日の大本営政府連絡会議の共同謀議には参加していなかったこと、東条英機首相に即時停戦講和を求めて東条側からの恫喝にも怯（ひる）まず東条内閣を閣内不一致で倒閣させた最大の功労者であること、元米国駐日大使ジョセフ・グルーらから人間として絶対的な信頼を得ていたことなどの事情が考慮されたためとも言われている。ただし、多くの戦争指導者同様、公職追放の身のままであり、表立って政治活動をすることは不可能なままであった。

### 活動再開
巣鴨監獄出所後の翌日には、岸の親友で財界の重鎮であった藤山愛一郎から彼が経営する日東化学の監査役を依頼され、彼から豊富な活動資金を供給されることになる。そして、年が明けた1949年には銀座の交詢社ビル別館の7階に「箕山社（きざんしゃ）」と名乗る岸信介事務所を構え、その年の暮れから「箕山社」を株式会社として正式活動させ始める。
公職追放処分中の岸は、更に東洋パルプの会長などを務めていた。この会社は永野護がプロモートして広島県呉市に工場を建設した会社で、岸が会長、社長が足立正、取締役が永野、藤山愛一郎、津島寿一、三好英之、監査役瀬越憲作であった。しかし、経営がうまくいかず後に王子製紙に売却した。
この間、日本国憲法が発効した1947年には、日本を占領下に置いた連合国の主要国であるアメリカ合衆国の対日政策は、当時はじまっていた東西冷戦の中で日本を「反共の砦」とする方向に大きく舵が切られ始めていた。そこへ日本周辺での冷戦の激化、すなわち、1949年10月1日に蔣介石の国民党政府を台湾島へ逃亡させた、ソ連の後押しを受けた中国共産党による中華人民共和国の成立・台頭、1950年6月25日の朝鮮戦争の勃発と北朝鮮優位の攻勢により、連合国軍最高司令官のダグラス・マッカーサーを含めてアメリカの対日政策が大きく転換されることになる（逆コース）。このため、岸信介はじめ公職追放されていた旧体制側の人物たちが1952年4月28日のサンフランシスコ講和条約発効を機に公職追放を解除され復権していくことになる。

### 保守合同
サンフランシスコ講和条約の発効にともない公職追放解除となるやいなや、その1952年4月に「自主憲法制定」、「自主軍備確立」、「自主外交展開」をスローガンに掲げた日本再建連盟を設立し、会長に就任した。1953年（昭和28年）、日本再建連盟の選挙大敗により日本社会党に入党しようと三輪寿壮に働きかけるも党内の反対が激しく入党はできず、1月13日自由党入党の意向を表明し、首相吉田は了承し、3月18日に正式入党、4月公認候補として衆議院選挙に当選して吉田から憲法調査会会長に任じられて自主憲法制定を目指すも、1954年（昭和29年）に吉田の「軽武装、対米協調」路線に反発したため自由党を除名された。
岸は「真の日本独立を実現するためには、先ず保守合同で政局を安定させて、その勢いで政治的には「民族の魂が表現された憲法」を造って、自主防衛すべく、経済的にはこの狭いところに八千五百万人という人口を如何に養っていくために自立せねばいけないのである。経済自立とは、特需は外国からの援助によるものではなく、輸出産業を振興して国際収支が均衡を得るようにならねばらならない」と日本再建について述べた。
1954年11月に鳩山一郎と共に日本民主党を結成し幹事長に就任。かねて二大政党制を標榜していた岸は、鳩山一郎や三木武吉らと共に、自由党と民主党の保守合同を主導した。

#### 自由民主党結成と初代幹事長就任
1955年（昭和30年）10月には左右両派に分裂していた日本社会党が再び合同したため、これに対抗して11月に新たに自由民主党が結成された。岸は同党の初代幹事長に、鳩山一郎は初代総裁に就任した。かくして「55年体制」が始まった。
なお岸は、1955年8月に鳩山政権の幹事長として重光葵外相の訪米に随行し、29日-31日のジョン・フォスター・ダレス国務長官と重光の会談にも同席している。ここで重光は安保条約の対等化を提起し、米軍を撤退させることや、日本のアメリカ防衛などについて提案したが、ダレスは日本国憲法の存在や防衛力の脆弱性を理由に非現実的と強い調子で拒絶、岸はこのことに大きな衝撃を受け、以後安保条約の改正を政権獲得時の重要課題として意識し、そのための準備を練り上げていくことになる。

### 石橋内閣からの岸内閣誕生

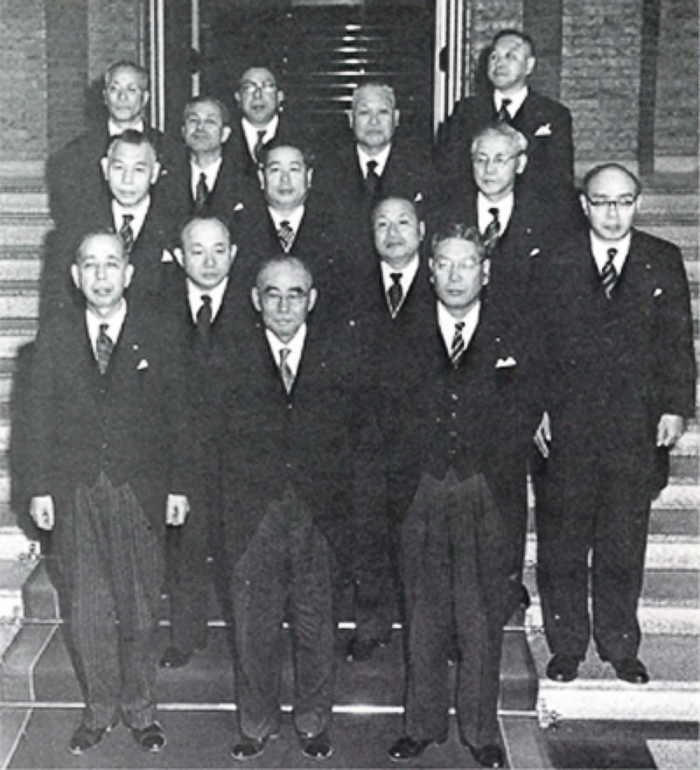
1956年、内閣総理大臣石橋湛山（最前列中央）ら石橋内閣の閣僚と岸（最前列左）

1956年（昭和31年）12月14日、自由民主党総裁選挙に立候補するが7票差で石橋湛山に敗れ（岸251票、石橋258票）、外務大臣として石橋内閣に入閣した。2015年8月に東洋経済新報社の石橋湛山に関する資料袋から発見された石橋が岸にあてた私信によれば、石橋が示した閣僚名簿に対し昭和天皇は「自分はこの名簿に対して只一つたずねたいことがある。どうして岸を外務大臣にしたのか、彼は先般の戦争に於いて責任がある。その重大さは東條以上であると思う」と語ったという。「自由主義国としての立場の堅持」「対米外交の強化」「経済外交の推進」「国内政治に根差す外交」「貿易中心の対中国関係」の外交五原則を発表した。2か月後に石橋が病に倒れ、首相臨時代理を務め、石橋総理の代役で施政方針演説を行った。石橋により後継首班に指名され、国会の首班指名時において自民党総裁以外の自民党議員が指名された形となった（首相就任の1ヵ月後の3月21日に自民党総裁に就任）。1957年2月25日、石橋内閣を引き継ぐ形の「居抜き内閣」で前内閣の全閣僚を留任、外相兼任のまま第56代内閣総理大臣に就任した。就任記者会見では「汚職、貧乏、暴力の三悪を追放したい」と抱負を述べ、「三悪追放」が流行語にまでなった。また石橋内閣が提唱していた1千億円減税も就任直後に実施している。

#### 日米安保条約の不平等性
1955年8月の訪米時、重光葵外務大臣が求める安保改定をダレス国務長官が一蹴した場に同席していた岸は大きな衝撃を受けた。米の厳しい態度の背景には、日本が自主防衛の努力を怠りタダ乗りすること、また米国陣営から離脱することへの懸念があったが、こうした懸念を解消し、安保条約の不平等性を解消する必要があると、岸は強く認識するようになっていく。従前より「総理は外交や治安にこそ力を入れなければならない」と述べ、「日本の真の主権回復」を目指していた岸にとって、総理・外務大臣を兼務できたことは幸甚であった。
1957年（昭和32年）1月、米兵ジラードが農婦を射殺するジラード事件が発生し、裁判管轄権が日本側にないということが明らかになると世論は激昂し、日米安保は危機に瀕した。この事件によって、1951年の旧日米安保条約下では、日本がアメリカに基地を提供する一方でアメリカ側には日本を防衛する義務はなく、また日本はアメリカの基地使用に対する発言権もないという不平等性が国民に対しても明らかになった。
「政治生命をかけた大事業」と安保改定に意気込む岸は、首相に就任した直後から駐日米国大使ダグラス・マッカーサー2世と内密に協議を重ねた。その中で岸は、「安保条約は、日本国民の多数によって日本の対米従属的地位の象徴として見られている。知らざる間に自動的に戦争に巻き込まれてしまう危惧を抱くこととなり、日本国民の戦争嫌悪感情と相まって安保条約反対の空気を強める結果となっている」と揺さぶりをかけつつも、沖縄などの返還合意・5年後を目処とした日本国憲法9条の改正・安保改定と「相互防衛」が可能な体制構築といったビジョンを示し、マッカーサー大使からも好意的に評価された。ただ改定交渉でマッカーサーは1959年7月、朝鮮戦争が再発すれば、在日米軍は韓国にいる国連軍の支援に即応するため、事前協議はできないと伝えていた。
1957年5月20日、「国防基本方針」を閣議決定し、アメリカの懸念を払拭するために、日米協力による日本の安全保障、国力に応じて防衛力を漸増することなどを明記した。

#### 対米自主外交
1957年（昭和32年）1月24日、岸はセイロンで開催予定であったアジア太平洋地域公館長会議を東京に変更させ、日本外交の方針として共産圏対策、アジア・アフリカ諸国との友好関係、アジア太平洋地域での通商促進の三点を訓示し、これは9月の外交三原則に反映された。また「アジア太平洋地域は日本外交の中心地」と宣言した。
4月からはイギリスに松下正寿特使を派遣し、核実験禁止をアピールし、また国連でも積極的に核実験問題を喚起し、アメリカやイギリスの反発を買った。4月20日にはインドのネルー首相が「諸大国に原水爆実験を行って他国の上空を汚染させる法的権利があるだろうか」と非難し、5月9日にはセイロンのコロンボ市議会がインドのネール首相と岸に向かってクリスマス島でのイギリスの水爆実験阻止を要請した。
5月20日、岸はアジア歴訪に出て、インド、パキスタン、セイロンなど六カ国を訪問した。5月23日にはインドのネルー首相と核実験禁止問題を討議した。
6月には米国へ渡り、アイゼンハワー大統領と首脳会談、安保改定の検討を約束させた。6月20日のアメリカ議会での演説では国際共産主義の脅威を唱え、翌日の記者会見では「日本は絶対に共産主義や中立主義に走らない」と述べた。国賓としての訪米であり、アメリカ国内の移動には大統領専用機（Columbine III）が貸与される厚遇ぶりであったが、ダレス国務長官や制服組のトップであるラドフォード統合参謀本部議長との会談は厳しいものであった。この席で岸は「秘密保護法についてはいずれ立法措置を講じたいと思っている」とラドフォードの求めに応じている。
9月、外務省は外交三原則として、「国連中心主義」「アジアの一員としての立場の堅持」「自由主義諸国との協調」を掲げた。疑問や批判に答えるため翌年に外務省は、日本の国是は 「自由と正義に基づく平和の確立と維持にあり、この国是に則って、平和外交を推進し、国際正義を実現し、国際社会におけるデモクラシーを確立することが、わが国外交の根本精神である」として、外交三原則はこの根本精神の外交活動の現れ方を示すと答弁した。また、岸が携行した外交資料ではアジアのナショナリズムの理解、東南アジア開発基金構想、将来中国共産党を承認する必要性が出てくるため台湾と「2つの中国」双方への考慮が必要であること、核実験禁止のアピールなどが書かれており、「パワー・ポリティクスとしての国際政治に道義の要素を入れることこそ、我々アジア諸国に課せられた使命」と書かれていた。岸は内閣改造で外務大臣に藤山愛一郎を抜擢し、「アジア外交のなかでも中共の問題を」やってもらうと岸は述べた。藤山外相は9月10日の参議院外務委員会で「アメリカと協調するというよりは、日本は自由主義陣営の立場をとる」と明言した。9月28日に藤山外相は当時自由陣営の中で珍しく中華人民共和国と国交を持っていたイギリスのロイド外相と会談し、中国問題で密接に連絡を取り合うことを約束した。
10月、国連安保理非常任理事国に当選した。1956年12月に国連に加盟してからは、核兵器廃絶決議を提出して成立、イギリスの核実験への抗議、レバノン紛争ではアメリカと異なる決議案を出し採決され、米国からも感謝された。またレバノン紛争では翌年の1958年に国際連合平和維持活動（PKO）を求められたが自衛隊の海外派遣は難しかったので拒絶した。
12月には二度目のアジア歴訪に出て、オーストラリア、フィリピン、インドネシアを周り、反日感情の強いオーストラリアでは戦争について率直に謝罪し、戦争賠償問題に積極的に取り組むとした。12月24日、日豪首脳会談で岸は「日豪両国は過去を忘れ、大きな筋において将来強い協力関係に入るべきだ」と訴えた。
このようなアジア重視の政策の背景には、当時、欧州共同体体制の誕生によって世界経済がブロック化する情勢からも日本が東南アジアに進出する必要が藤山から要求されたこと、また、バンドン会議でのインドや中国の躍進、周恩来のアジア歴訪による影響力拡大への対抗、そしてアメリカに対しては日米関係がうまく調整できなければ「アジアへの回帰」を選択するという、アジアをカードとして揺さぶりをかけるという外交上の側面があった。また第二次東南アジア歴訪は、日本の向米一辺倒、大東亜共栄圏の再来といった懸念に対して、英連邦への配慮とコロンボ・プランを重視することで乗り切ろうとするものであった。

#### 内政諸般
1958年（昭和33年）4月25日、衆議院を解散した。5月22日の総選挙で勝利し（自民党は絶対安定多数となる287議席を獲得）、6月12日に第57代内閣総理大臣に就任し、第2次岸内閣が発足した。一方で、憲法改正に必要な３分の２の議席獲得には至らなかった。
当時の岸内閣は、警察官職務執行法（警職法）の改正案を出したが、社会党や総評を初めとして反対運動が高まり、「デートもできない警職法（デートも邪魔する警職法）」「『オイコラ警官』の再来」などとネガティブ・キャンペーンにさらされ、撤回に追い込まれた。また、日本教職員組合（日教組）との政治闘争においては、封じ込め策として教職員への勤務評定の導入を強行した（これに反発する教職員により「勤評闘争」が起こった）。
2月に、警職法改正以外に防諜法（秘密保護法）の成立に意欲を見せていたほか、防衛庁の国防省への昇格、内政省の設置と地方制による官選知事制度（地方長官任命制度）の復活、独占禁止法改正、小選挙区法などの成立を目指していたとされる。内政省設置法案は、同年に、第1次岸内閣 (改造)により廃案となっている。代わりに、1960年（昭和35年）7月1日に、自治省が設立されている。
内政省設置に関連して検討された「地方制」は、第4次地方制度調査会で検討されたもので、従来の都道府県を廃止して、新たにブロック制の「地方」を全国に7～9ヶ所程度設け、そこに官選の地方長（キャリア官僚）を配置するというものだった。
このほか、鳩山が施政方針演説で打ち出して石橋が閣議決定していた国民皆保険を確立。

#### 安保改定と反対運動

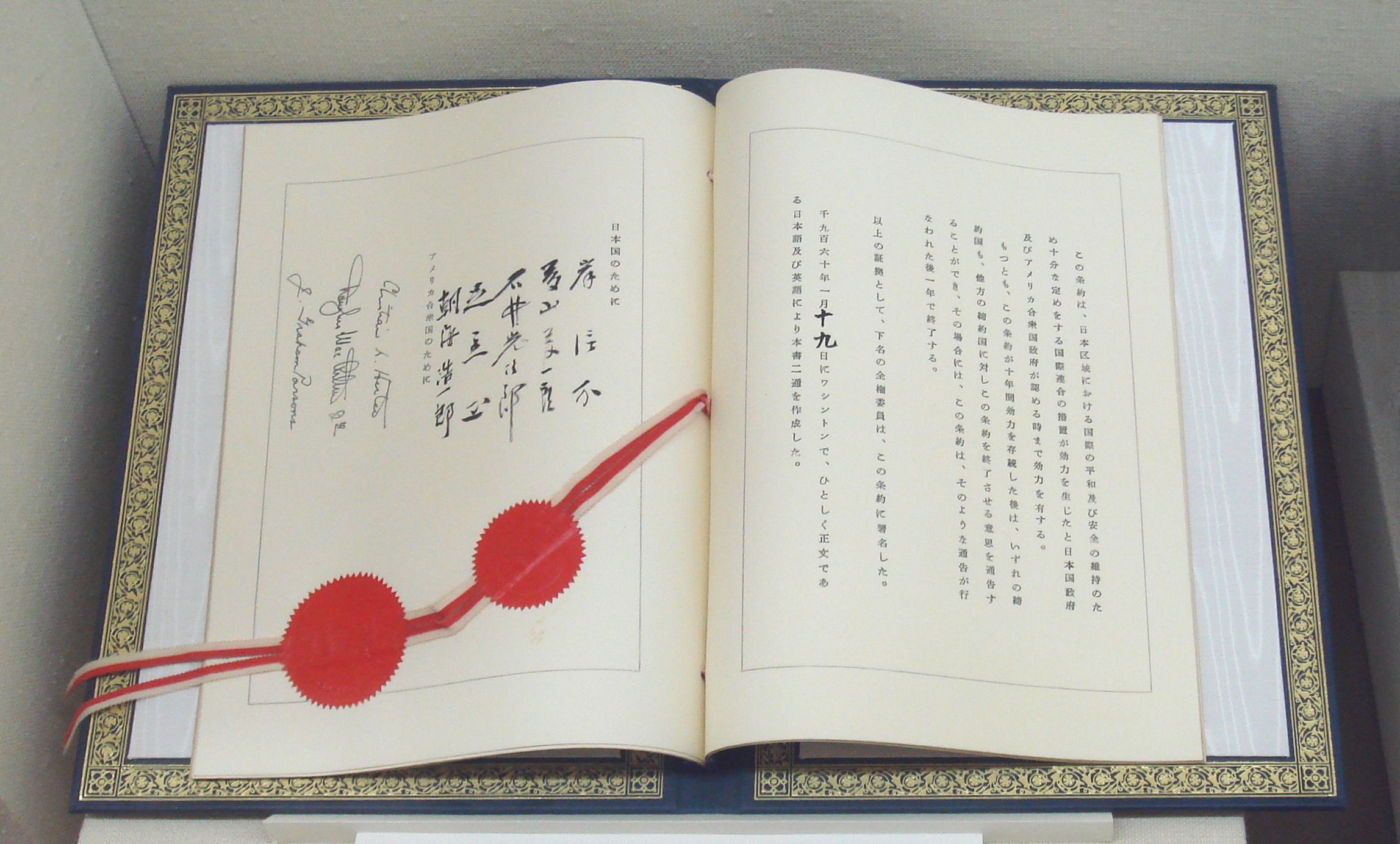
新安保条約の調印書。岸の署名がある

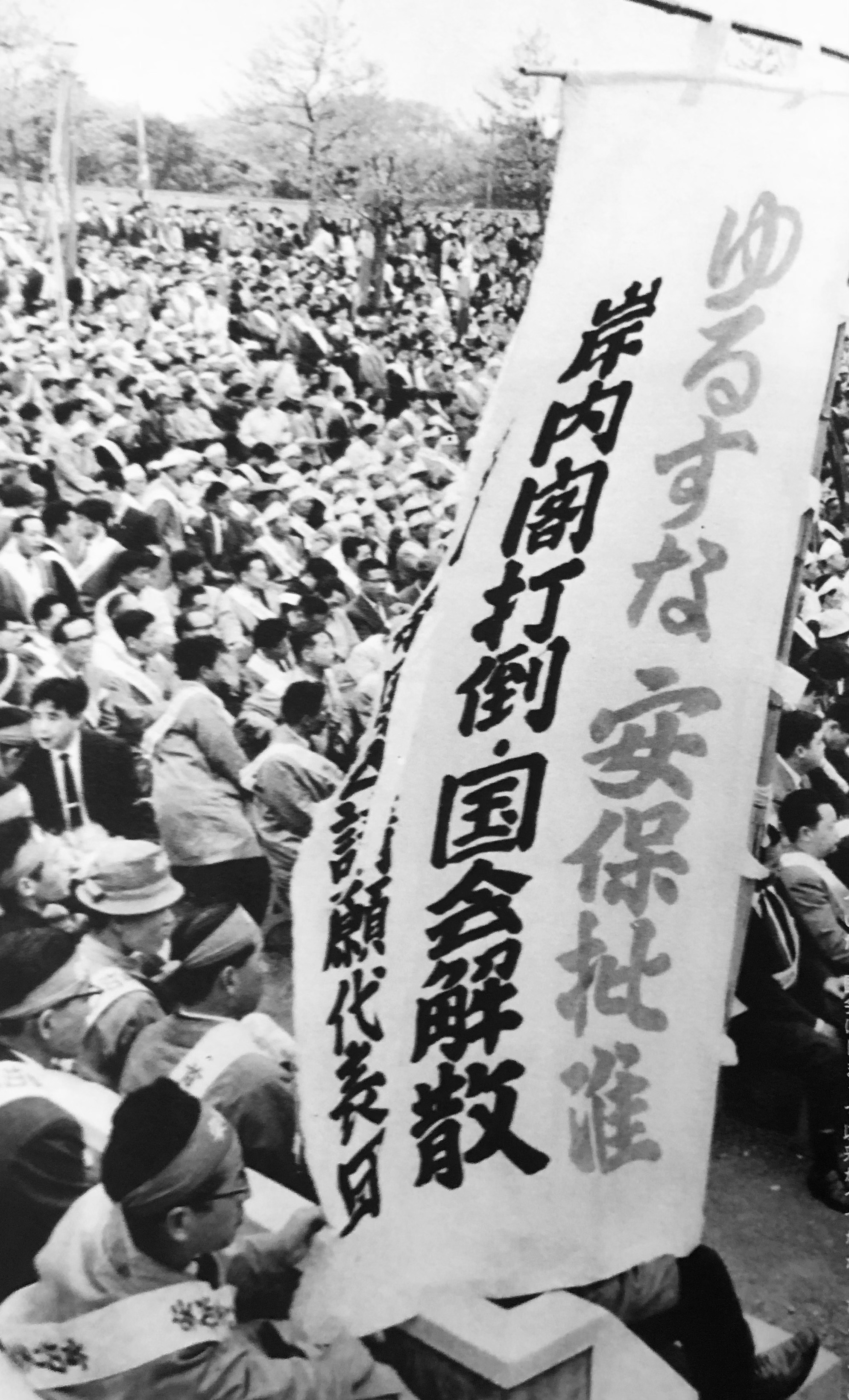
安保闘争のデモ。「岸内閣打倒・国会解散」と掲げられた旗。

1960年（昭和35年）1月に全権団を率いて訪米した岸は、アイゼンハワー大統領と会談し、新安保条約の調印と大統領自身の訪日で合意した。マッカーサー駐日米大使、藤山愛一郎外相の3者間で協議、核持ち込みの密約をしたが記録も作られなかった。
新条約の承認をめぐる国会審議は、安保廃棄を掲げる社会党の抵抗により紛糾。5月19日には日本社会党議員を国会本議場に入れないようにして新条約案を強行採決したが、国会外での安保闘争も次第に激化した。
当時、東大に在学し、反対運動も活発な駒場寮に在住していた田中秀征は「反対運動をしていた多くの学生たちが『岸は敵ながらあっぱれ』と言っていた」と回想している。
警察と右翼の支援団体だけではデモ隊を抑えられないと判断し、児玉誉士夫を頼り、自民党内の「アイク歓迎実行委員会」委員長の橋本登美三郎を使者に立て暴力団組長の会合に派遣。錦政会会長稲川角二、住吉会会長磧上義光やテキヤ大連合のリーダーで関東尾津組組長・尾津喜之助ら全員が手を貸すことに合意。さらに3つの右翼連合組織にも行動部隊になるよう要請。ひとつは岸自身が1958年（昭和33年）に組織した木村篤太郎率いる新日本協議会、右翼の連合体である全日本愛国者団体会議、戦時中の超国家主義者も入った日本郷友会（旧軍の在郷軍人の集まり）である。「博徒、暴力団、恐喝屋、テキヤ、暗黒街のリーダー達を説得し、アイゼンハワーの安全を守るため『効果的な反対勢力』を組織した。最終計画によると1万8千人の博徒、1万人のテキヤ、1万人の旧軍人と右翼宗教団体会員の動員が必要であった。彼らは政府提供のヘリコプター、軽飛行機、トラック、車両、食料、司令部や救急隊の支援を受け、さらに約8億円の『活動資金』が支給されていた」。ただし岸は「動員を検討していたのは消防団や青年団、代議士の地元支持者らである」と述べている。
政府の強硬な姿勢を受けて、反安保闘争は次第に反政府・反米闘争の色合いを濃くしていった。国会周辺は連日デモ隊に包囲され、6月10日には大統領来日の準備をするために来日した特使、ジェイムズ・ハガティ新聞係秘書（ホワイトハウス報道官）の乗った車が東京国際空港の入り口でデモ隊に包囲されて車を壊され、ヘリコプターで救出される騒ぎになった。
岸は「デモの参加者は限られている。都内の野球場や映画館は満員だし、銀座通りも平常と変わりない」「私は『声なき声』に耳を傾ける」と沈静化を図るが（いわゆるサイレント・マジョリティ発言）、東久邇・片山・石橋の3人の元首相が岸に退陣勧告をするに及んで事態は更に深刻化し、さらにアイゼンハワーの暗殺まで噂されたことでアイゼンハワーの訪日は中止となった。
さらに6月15日には、自由民主党からの支援を受けたヤクザと右翼団体がデモ隊を襲撃して多くの重傷者を出し、国会構内では警官隊とデモ隊の衝突により、学生で共産活動家の樺美智子が圧死する事故が発生。6月15日と6月18日には、岸から自衛隊の治安出動を打診された防衛庁長官・赤城宗徳が「自衛隊に同胞を傷つける命令は出せない」と拒否。安保反対デモは最高潮に達し警察からの退避要請を受けるが、「ここが危ないというならどこが安全だというのか。官邸は首相の本丸だ。本丸で討ち死にするなら男子の本懐じゃないか」「俺は殺されようが動かない。覚悟はできている」と拒絶して、群衆に囲まれた総理大臣官邸に実弟の佐藤栄作と共に留まった。19日午前0時をもって条約は自然承認され、6月23日の批准書交換をもって発効した。同日、混乱の責任を取る形で岸は閣議にて辞意を表明する。
評論家の荒井荒雄は、反安保闘争が岸と自民党が1960年代後半から統一教会（現・世界平和統一家庭連合）と関係を深めることとなった背景にあると主張している。

#### 襲撃事件
辞意表明後の1960年7月14日、後継首班に池田勇人が指名された直後の祝賀会で、岸は暴漢に刃渡り24センチのナイフで左太腿を6カ所刺されて重傷を負った。犯人は戦前に右翼団体大化会に属し、大野伴睦の院外団にいた65歳の荒牧退助であった。岸側近の小川半次は、岸が大野への禅譲を匂わせながら池田が後継となったことへの憤激が犯行動機であるとするが、荒牧自身は、樺美智子とその父親樺俊雄への同情が動機であり、美智子の死亡後に俊雄とも面会し、「岸に反省をうながす意味でやった」と供述して岸への殺意や大野との背後関係は否定している。荒牧には懲役3年の実刑が2年後、5月24日に確定した。
翌7月15日、岸内閣は総辞職した。岸は「私のやったことは歴史が判断してくれる」「安保改定が国民にきちんと理解されるには50年はかかるだろう」という言葉を残している。

### 晩年

#### 日韓癒着の中核

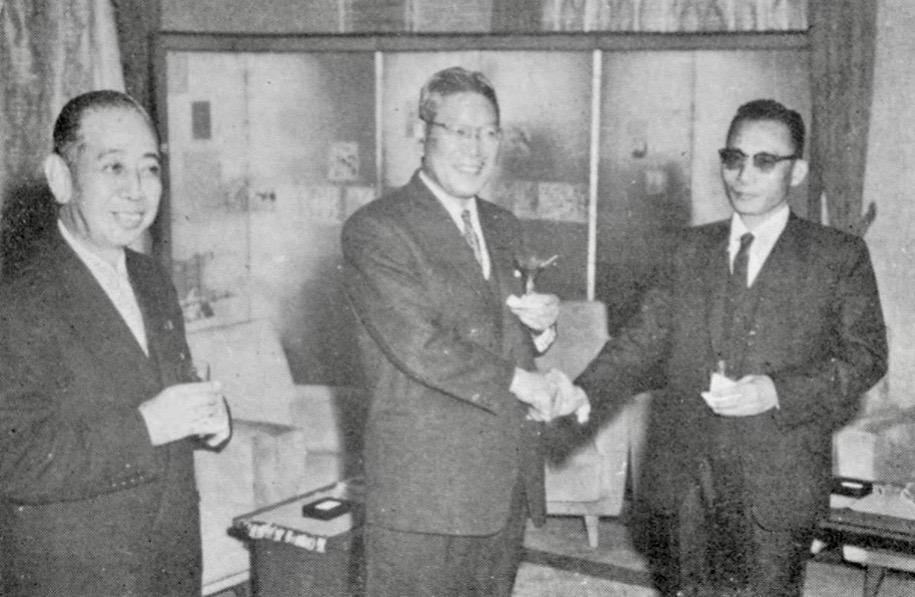
左から岸、池田勇人首相、朴正熙（1961年11月11日）

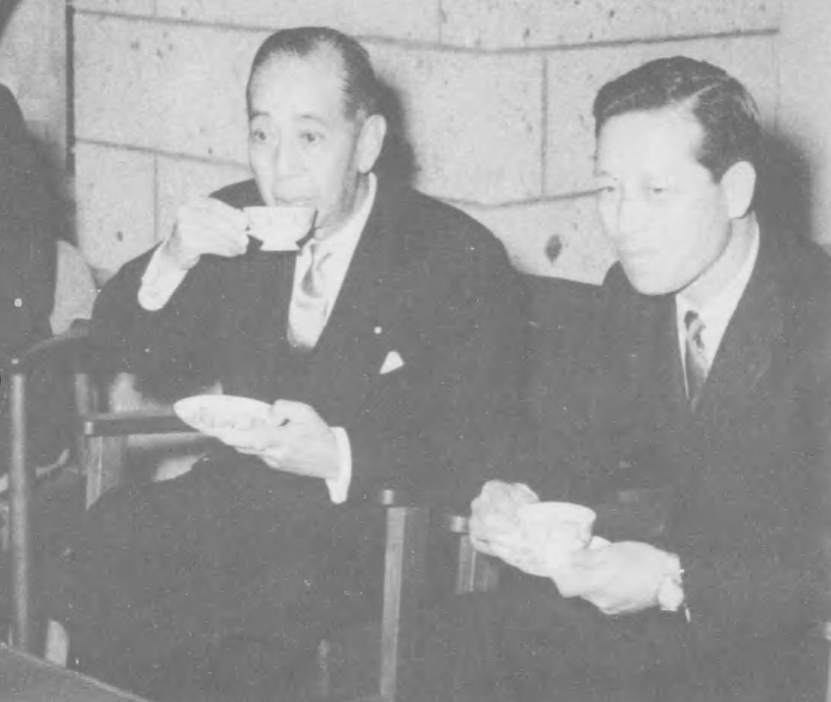
岸とKCIA長官の金鍾泌（1962年10月）

岸は1960年7月の首相退陣後も政界に強い影響力を保持し、日韓国交回復にも強く関与した。時の韓国大統領朴正煕もまた満洲国軍将校として満洲国と関わりを持ったことがあり、岸は椎名悦三郎・瀬島龍三・笹川良一・児玉誉士夫ら満洲人脈を形成し、日韓国交回復後には日韓協力委員会を組織した。岸信介は韓国政界に強い影響力を持っており、大韓民国中央情報部（KCIA）元部長の金炯旭も「韓日癒着の日本側の中核は岸信介」であったと評価している。1963年の大統領選挙以来、朴正煕政権を支えたのは日本の自民党勢力からの政治資金であった。この背景には東西冷戦下の安全保障戦略の拠点として韓国を位置付ける極東戦略の一部として、日本側に負担を担わせる米国政府側の思惑があったとされる。統一教会（当時）教祖の文鮮明と交流を持ち、反共を目的とする国際勝共連合の日本での設立にあたって発起人に名を連ねる。1970年、岸は、韓国政府から反共と日韓友好の貢献により勲章を受ける。
1984年11月26日付けで、時のアメリカ大統領ロナルド・レーガンに対し、脱税で懲役刑に処されていた世界基督教統一神霊協会（現・世界平和統一家庭連合）教祖・文鮮明の早期釈放を嘆願する書簡を送付。文面は、「文尊師は、現在、不当にも拘禁されています。貴殿のご協力を得て、私は是が非でも、できる限り早く、彼が不当な拘禁から解放されるよう、お願いしたいと思います」であった。

#### ソウル地下鉄汚職事件
大韓民国中央情報部（KCIA）元部長の金炯旭によれば、岸は韓国への円借款供与と鉄道建設に関連する汚職に関与している。1960年代当時、韓国の交通問題を解決するために地下鉄建設や鉄道電化工事が計画されていたが、受注を巡り、欧州と日本の企業連合間で激しい競争があり、三菱商事、三井物産、日商岩井、丸紅などの大手商社が、朴正煕と関係の深い岸を前面に立てて、韓国政界への働きかけを熱心に行った。1971年8月の「日韓閣僚会議」で、ソウル地下鉄建設に対する円借款供与が合意され、これが決め手となって1973年、日本の商社連合がソウル地下鉄車両186両に対する売買契約に成功した。商社連合は多額の利益をペーパーカンパニーを経由するなどの複雑なルートで、リベートとして韓国政界に還流させ、その多額の資金は朴正煕政権の維持基盤となった。

#### 派閥関連
佐藤政権が憲法改正などの問題に取り組まないことに苛立ち、首相再登板を模索したこともあったとされる。しかしそのために具体的な行動を起こした形跡はなく、後継者たる福田赳夫の首相就任を悲願としていた。
1962年10月30日に岸は、自らの派閥「十日会（岸派）」の解散を宣言した（福田は1970年11月に自派閥の紀尾井会を設立）。1972年（昭和47年）の自民党総裁選挙（1972年自由民主党総裁選挙）で福田が田中角栄に完敗したときは、気の毒なほどに落胆していたという。

### 死去
1987年（昭和62年） 8月7日、岸は心不全のため入院先の東京医大病院で死去。90歳没。1986年10月、高野山に弘法大師奉賛会会長として参詣した時に風邪をひき、東京女子医大病院に入院。その後糖尿病と肝機能障害の治療のため、1987年1月に東京医大病院に転院し療養していたが、高齢からくる衰弱に加え、肺炎も併発し死去した。墓は山口県田布施町および静岡県駿東郡小山町の冨士霊園にある。なお、葬儀は内閣・自民党合同葬で執り行われた。

## 人物・逸話

### 人物評
- 岸は細い顔に出っ歯の顔立ちで、縁戚の松岡洋右から「へちまに歯が生えた顔」と言われたこともあり[119]、「それでですよ」や「ナンだな」が口癖であった[120]。満洲時代には料亭で酒や芸者遊びにも通じ、軍部やアヘン業者とも付き合える豪胆さがあったという[121]。明るい感じがして人付き合いの良い岸であるが、怖さを感じた人物もいたという[122]。
- 三島由紀夫は、『一つの政治的意見』と題する評論の中で、自らが安保闘争の部外者と認めた上で、「自分の政治的信条を素朴に信じることのできない性格」をもって「小さな小さなニヒリスト」と岸を評した。しかしながら、安保闘争の混乱の責任は岸のような政治家を選んだ国民にあるとも指摘する。そして「大きなニヒリスト」たるヒトラーのような政治家が現れる危険についても述べる[123]。
- 中曽根康弘は岸を「直入正直型の長州人」と評し、岸の実弟である佐藤栄作とともに宰相学を身に付けていた総理経験者と評価していた[124]。また、福家俊一は「岸は高杉晋作に知性を足した人物」と評している[125]。
- 緒方竹虎、正力松太郎などとともにアメリカ中央情報局（CIA）から膨大な資金提供を受けていた[4]。岸に与えられたコードネームは明かされていない[126]。2007年に米国務省が日本を反共の砦とするべく岸信介内閣、池田勇人内閣および旧社会党右派を通じ、秘密資金を提供し秘密工作を行い日本政界に対し内政干渉していたことを公式に認めている[127][128]。先に資金提供を要求したのは岸の方で、アメリカのアイゼンハワー政権は、一定の秘密資金援助や選挙のアドバイスを提供することをCIAに許可したとされる。資金提供は1958年から60年代まで続けられていたが、必要性を感じなかったジョンソン政権によって打ち切られた。提供された金額などは明らかにされていない[129][130]。一方、冷戦期においては金額は少ないながらも社会党と共産党もソ連から援助を受けている。ジャーナリストの名越健郎は、日本の政党が外国依存体質をもっており、「違法な外国資金導入で形成された55年体制は、その後の政治や外交にネガティブな影響を与えた」と指摘する[131]。
- 岸の言葉として「政治は力であり、金だ。」というものがある[132]。岸内閣のころに金権政治の体質が始まったとする見方もあり[133][注釈 12]、鳩山一郎は岸をさして「あんなに金に汚くてはいけない」と言っていたという[133]。しかし岸は田中角栄の金の集め方を危険視しており、「金は濾過機を通せ」と語っていた[135]。なお、岸にはいくつかの戦後賠償に関する汚職疑惑が浮上したが、いずれも立ち消えになっている[136][137]。
- 「昭和の妖怪」の異名を持つ[138]。

### 死の覚悟と悪運
- 岸は3度死を覚悟をしたことがあると語っている[要出典]。1度目は東条内閣時代に閣僚として東条首相と対立して閣僚辞表提出を拒否した時、2度目はA級戦犯被疑で捕まった時[139][注釈 13]、3度目は安保改定の際に首相官邸でデモに取り囲まれた時[102]の3度である。
- 戦時中の1945年（昭和20年）、座骨神経痛を病み、郷里山口で保養中だった。ところが同年鈴木貫太郎内閣で内務大臣になった同郷の安倍源基から「非常時だから何かやってくれ」「新設された（全国8ヵ所に置かれた）地方総監府の長官を引き受けてくれ」と言われた。岸は「分かった。しかし場所は山口から近い広島にして欲しい」と答えると「広島は昨夜内務省の先輩の大塚惟精を決めたばかりなので、他はどこでもいいけれど広島は困る」と言われ、この話は流れた。大塚はこの数ヶ月後広島市への原子爆弾投下で被爆死した[141][142][143]。
- 被爆を免れたことや東京裁判で不起訴となったことについて運が良いと言われた際、岸は「悪運が強くないと政治家はダメ、運が7割」「悪運は強いほどいい」と語っている[144]。

### 統一教会との関係
- 最初に統一教会（現・世界平和統一家庭連合）と接点を持ったのは、岸の出身地である田布施町を中心に布教活動を行っていた天照皇大神宮教（通称：踊る宗教）の教祖の北村サヨを介してのことだと伝えられている[145][146][147]。

- 1963年、統一教会の熱烈な反共主義に目をつけた笹川良一は教団顧問となり、組織化に乗り出した[148][149]。1964年7月15日に統一教会は宗教法人の認可を受け、11月1日、教団本部を世田谷区代沢5丁目から、岸が女優の高峰三枝子に返却した渋谷区南平台町45番地（当時の番地）に移転。かつて首相公邸として使われていた建物は教団本部の建物となり、本部と岸の私邸は隣続きになった[150][151][152][153][154][155]。信者たちは岸の私邸を訪れ始め、教団との密接な関係が生まれた[156]。教団本部が1965年8月23日に渋谷区松濤1丁目に移転[157]してからも、岸は頻繁に統一教会の本部を訪れ、そこで教団が招いた韓国の国会議員や大学教授と面会することもあった[158]。

- 1968年1月13日に統一教会教祖の文鮮明は大韓民国中央情報部（KCIA）の指示を受け、国際勝共連合を韓国で設立[159]。次いで同年4月1日、岸は文、笹川良一、児玉誉士夫らと協力して、日本でも国際勝共連合を設立した[160][159][161][162]。岸が統一教会に接近した背景には、全学連や日本共産党の学生組織「民青」への対抗勢力として、教団の青年組織を活用する狙いがあったとする意見もある[104]。岸は「どんなに良い人物でも、何もしないのでは仕方がない。ワルでも使い道によっては役に立つ」とかつて日本統一教会初代会長の久保木修己に語った[158]。

- 1969年春、「自主憲法制定国民会議」（現・新しい憲法をつくる国民会議）を立ち上げ、初代会長に就任[163]。同団体は毎年5月3日に武道館などを会場として「自主憲法制定国民大会」を行うが、国際勝共連合の機関紙「思想新聞」は1973年の第5回大会を「青年を先頭に大国民運動へ激進 岸議長らが訴え」という見出しで記事に取り上げた[8]。1975年の第7大会は計78団体が参加した。その中には国際勝共連合、全貌社などが含まれていた[164]。1982年の大会では、国際勝共連合の会員が大会決議を朗読した[165]。

- 1970年4月9日、統一教会本部で東京地区の信者約4,000名に対して国際情勢などを語り、教会員を激励[166]。

- 1970年8月、岸は国際勝共連合の本部を訪問。「勝共連合の諸君の溢れるような熱情と実行力に心打たれた」と激励し、憲法改正・自主憲法制定を訴えた[167]。

- 1970年9月2日、久保木修己は、岸の自筆の推薦文をしたため、韓国の朴正煕大統領と青瓦台の大統領官邸で会見[168]。

- 1970年9月20日、「世界反共連盟（現・世界自由民主連盟）世界大会」が武道館で開催。岸が大会推進委員長を務め、久保木は議長を務めた。大会責任者を務めたのは国際勝共連合の事務総長の阿部正寿だった[169][170][171][168]。

- 1970年10月21日、岸はソウルで開催された統一教会の合同結婚式（777双）に祝辞を送った[172]

- 1973年4月8日、岸は教団本部を訪問、その当時の演説の内容は統一教会の公式文章で以下の通りに伝えられている[173]。

ただいま、久保木会長から御紹介がありましたように、私はここへ今回から3度目だと思います。その前に実は、統一教会と私の奇しき因縁は、南平台で隣り合わせで住んでおりました若い青年たち、正体はよくわからないけれども、日曜日ごとに礼拝をされて、賛美歌の声が聞こえてくる。・・・
そうしたら・・・笹川君が統一教会に共鳴してこの運動の強化を念願して、私に、君の隣りにこういう者が来ているんだけれども、あれは私が陰ながら発展を期待している純真な青年の諸君で、将来、日本のこの混乱の中に、それを救うべき大きな使命を持っている青年だと私は期待している。もっとも現在の数は非常に少なく、またずいぶん誤解もあり、親を泣かせるとマスコミも騒いでいる。そういう話を聞き、お隣りでもありましたので、聖日の礼拝の後に参りまして、お話したことがありました。人数もせいぜい二、三十人ではなかったかと思います。久保木君のお説教は・・・極めて情熱のこもったお話を聞きまして、非常に頼もしく私は考えたのです。

- 1973年11月23日、文鮮明・韓鶴子夫妻と日本の統一教会本部で長時間会談し、意見交換をした[173][157]。

- 1974年5月7日、第1回「希望の日晩餐会」が帝国ホテルで開催され、文鮮明が講演した。岸は名誉実行委員長を務めた[174]。

- 1976年12月17日、第2回「希望の日晩餐会」が帝国ホテルで開催。第1回と同様、名誉実行委員長を務めた[175]。

- 1982年10月14日、統一教会はソウルの蚕室体育館で合同結婚式を開催。岸は「天を中心とした理想と信念の下に教育しておられる。私が文鮮明先生を心より尊敬するゆえんであります」と書かれた祝電を送った[176]。

- 1984年4月18日、自民党・民社党の議員と保守系財界人らが「スパイ防止法のための法律制定促進議員・有識者懇談会」を設立。岸は会長に就任し、事務局長には、岸と同様に国際勝共連合と関係の深い堀江正夫が就いた[177][178][179][180]。

- 1984年11月20日から22日にかけて、文鮮明主催の第7回「世界言論人会議」が東京のホテルニューオータニで開催された。岸は同会議で名誉議長としてスピーチした[181]。

- 1984年11月26日、米国で脱税被疑により投獄されていた文鮮明の釈放を求める意見書をレーガン大統領（当時）に連名で送った[182]。

### 対人関係
吉田茂との関係
岸は安全保障論議で吉田茂とは鋭く対立したが、親戚関係にあり、安保改定に当たっては同条約締結時に首相の任にあった吉田に敬意を表した。神奈川県大磯町の別荘に隠棲していた吉田の許にたびたび足を運び、吉田もその都度丁重な礼状をしたため、家人をもって岸邸に届けさせたという。また、皇學館大学では吉田の後任の総長を務めている。
アイゼンハワー大統領との関係
総理大臣として岸が渡米した際には、大統領のドワイト・D・アイゼンハワーとゴルフを楽しんだ。直後の取材でアイゼンハワーが「大統領や総理大臣になると、嫌な奴と思っていても笑いながらテーブルを挟まなければならないことがある。しかし、ゴルフだけは好きな相手とでなければできないものだよ」と語ったり、大使館まで岸を自分の車で送るなど、岸との関係は非常に良好であった。また、2010年（平成22年）6月23日に日本郵便が発行する「日米安全保障条約改定50周年」記念切手の一種に署名式の岸とアイゼンハワーの姿が描かれている。
中国国民党・蔣介石との関係
岸は中国国民党総裁・中華民国総統の蔣介石とは勝共連合の設立（1954年）を通じて親密であり、1957年（昭和32年）首相就任3ヵ月後には台湾を訪問、蔣介石と会談し日華協力委員会を作った。また日本で活動する反蔣介石・台湾独立運動家の強制送還も、胸三寸で決められるほどの影響力を行使した。1975年（昭和50年）に蔣介石が死去した際には佐藤栄作と共に訪台して葬儀に参列し、その後も「蔣介石先生の遺徳を顕彰する会」の中心メンバーとして日本各地に蔣介石を讃える石碑を建立する活動を行った。古沢襄（共同通信社の幹部記者）は、岸の名刺を示すだけで蔣介石や息子の蔣経国に面会できたと語っている。親台派（親華派）の重鎮だったために中華人民共和国の鄧小平から特使の矢次一夫を通じて中台の仲介役を要請されたこともあった。
藤本万次郎との関係
公職追放後、岸は一時行方不明との報道がされた。その間、藤本万次郎の出身地である、祝島の藤本家で体力と英気を養い、この際に藤本との盟友関係は更に深くなった。後年、現職の周東英雄後援会長でありながら、岸、佐藤に懇願され岸の娘婿である落選中の安倍晋太郎後援会長を藤本は引き受け、当選に導くに至った。
岡潔との関係
岡潔の哲学に賛同し福田赳夫と共に葦牙会に所属した。
三木武夫との関係
岸は三木武夫について「世の中で一番嫌いな奴」「陰険だよ」と語っており、自身が病床の折には「三木の見舞いだけは追い返せ」とまで言っていた。しかし、護国同志会の後身である国民協同党の影響による腐れ縁の存在や、三角代理戦争の影響による福田派と三木派の接近もあり、1986年（昭和61年）に三木が入院した際には岸は見舞いに訪れており、励ましの言葉をかけている。
辻政信との関係
公開されたCIA文書では、辻政信が石橋湛山を支持しており、彼が自民党の会合で「石橋内閣が岸内閣にとってかえられたことは残念だ」という旨の発言をしていることから、岸は辻を高く評価しておらず、辻の意見や報告が政策に反映される可能性は低いだろうと報告されている。
北村サヨとの関係
岸が巣鴨プリズンへ留置される前に、天照皇大神宮教の教祖・北村サヨは「心配せんでもええ。岸はいずれ首相になる。」と予言していったという。その後も岸を訪れており、北村の葬儀には岸も駆けつけている。
創価学会第2代会長・戸田城聖との関係
創価学会第2代会長である戸田城聖とは個人的な付き合いがあり、1958年3月16日に大石寺大講堂で行われた広宣流布の記念式典に出席することになっていた。しかし、直前になって横やりが入ったため出席を断念。代理として、安倍晋太郎・洋子夫妻、南条徳男・前建設大臣を出席させた。

### ノーベル平和賞候補
- 岸は首相在任中ノーベル平和賞候補に推され[194]、有賀長雄、渋沢栄一、賀川豊彦に続いて4人目のノーベル平和賞日本人候補者となった（母親が日本人のクーデンホーフ＝カレルギー伯爵は除く）[195]。岸を推したのはアメリカ上院議員スペサード・L・ホランド（Spessard Lindsey Holland）。理由は「世界平和の唱道者、使徒」[196]。「堅実に世界中で軍縮と平和を強く唱道し」、「核兵器禁止の実現のために弾みをつけようと努力した」というものである[196]。
- ホランドは、ノーベル平和賞推薦締め切り日の2月1日を過ぎた1959年2月13日付けで推薦状を提出し、1959年の選考への追加希望を書き添え、ノーベル委員会は3月5日に受理した[197]。この推薦は、翌年扱いになっている[194]。
- 1960年の選考においてノーベル委員会委員は31候補中、8候補に関して報告書を作成し、岸の報告書は作成されなかった[198]。選考は翌年に持ち越され、1960年分の受賞者は、8候補に含まれていない黒人解放運動家アルバート・ルツーリに決定した[198]。
- また、岸はその後ノーベル平和賞推薦人も務めており、1961年には神学者フランク・ブッシュマン（英語版）を推薦している[194]。

### プロ野球との関わり
- プロ野球では巨人ファンであり、球場で観戦したこともある[199]。
- 1957年3月30日、セントラル・リーグ開幕戦の一つである巨人対国鉄戦では始球式をおこなっている[200][201]。現職の内閣総理大臣でプロ野球公式戦の始球式をおこなったのは2023年現在岸のみである[注釈 14][注釈 15]。
- 1969年、大映社長の永田雅一から当時経営難に陥っていたプロ野球球団・東京オリオンズ（現:千葉ロッテマリーンズ）の支援を要請され、岸は親交があったロッテ社長の重光武雄に依頼[203][204][205]。ロッテはオリオンズ球団と業務提携を結び、球団名を「ロッテオリオンズ」に改称。ロッテの球界参入への後押しに貢献した[203][206]。

### 日系人についての発言
- 1959年、日系人として初めてアメリカ連邦議会の下院議員となったダニエル・イノウエが来日した際、当時の岸首相と面談している。イノウエが、「いつか日系人が米国大使となる日が来るかもしれません」と水を向けると、岸は「日本には、由緒ある武家の末裔、旧華族や皇族の関係者が多くいる。彼らが今、社会や経済のリーダーシップを担っている。あなたがた日系人は、貧しいことなどを理由に、日本を棄てた「出来損ない」ではないか。そんな人を駐日大使として、受けいれるわけにはいかない」と答えた（ETV特集「日系アメリカ人の“日本”」2008年9月28日放送[207]）[208][209]。

### その他の逸話
- 天体写真家・藤井旭の父は岸と旧制山口中学校での同級生だった[210]。

## 略年譜
- 1896年（明治29年）11月13日 - 山口県吉敷郡山口町八軒家（現在の山口市）に生まれる。本籍地は山口県熊毛郡田布施町。
- 1919年（大正8年）11月 - 岸良子と結婚。
- 1920年（大正9年）
  - 7月 - 東京帝国大学法学部法律学科（独法）を卒業。外国貿易に関する事項の調査を嘱託。
  - 9月 - 外国貿易に関する事項の調査嘱託を解かれ、任農商務属、商務局勤務。
- 1921年（大正10年）
  - 5月 - 任農商務事務官、叙高等官七等商務局勤務、監理課勤務、叙従七位。
  - 11月 - 長男信和誕生。
- 1922年（大正11年）
  - 7月 - 兼任農商務参事官、叙高等官七等、農商務事務官として山林局勤務、大臣官房文書課勤務。
- 1923年（大正12年）
  - 5月 - 鉱山局勤務
  - 6月 - 陞叙高等官六等。
  - 10月 - 叙正七位。
- 1924年（大正13年）
  - 12月 - 水産局勤務。
- 1925年（大正14年）
  - 3月 - 大臣官房文書課兼務を免ぜらる、農林事務官。
  - 4月 - 任特許局事務官兼商工書記官、叙高等官六等、大臣官房文書課勤務（兼）。
  - 7月 - 陞叙高等官五等。
  - 8月 - 叙従六位。
- 1926年（大正15年）
  - 2月、商務局兼務。
  - 4月 - 欧米各国へ出張。
  - 5月 - 米国に於ける製鉄事業の企業、組織及印度に於ける製鉄事業の情況並英本国との斯業関係調査を嘱託。
- 1927年（昭和2年）
  - 4月 - 帰朝。
  - 7月 - 陞叙高等官四等。
  - 9月 - 叙正六位。
- 1928年（昭和3年）
  - 6月 - 長女洋子生る。
  - 11月 - 昭和三年勅令第百八十八号旨に依り大礼記念章を授与さる。
- 1929年（昭和4年）
  - 4月 - 木戸大臣官房文書課長海外出張中代理、商工審議会幹事被仰付。
  - 8月 - 陞叙高等官三等。
  - 9月 - 叙従五位。
- 1930年（昭和5年）
  - 5月 - 工務局兼務、欧州各国へ出張。
  - 6月 - 任臨時産業合理局事務官兼特許局事務官兼商工書記官、叙高等官三等、工務局勤務。臨時産業合理局第一部勤務。
  - 12月 - 臨時産業合理局第二部兼務。
- 1932年（昭和7年）
  - 1月 - 任商工書記官兼臨時産業合理局事務官叙高等官三等、工務局工政課長。臨時産業合理局第一部勤務。
- 1933年（昭和8年）
  - 2月 - 兼任外務書記官（ - 1934年3月）、通商局勤務。
  - 4月 - 工務局工業課長兼務。
  - 12月 - 大臣官房文書課長、工務局工政課長兼務。
- 1934年（昭和9年）
  - 1月 - 製鉄事業評価審査委員会幹事被仰付、大臣官房統計課長兼務、統計主任、工務局工務課長兼務。
  - 2月 - 資源局事務官被仰付。第六十五回帝国議会商工省所管事務政府委員被仰付。
  - 3月 - 免兼外務書記官。
  - 4月 - 叙勲五等授瑞宝章、従軍記章を授与さる。
  - 9月 - 叙正五位。
- 1935年（昭和10年）
  - 1月 - 対満事務局事務官被仰付。
  - 3月 - 第六十七回帝国議会商工省所管事務政府委員被仰付。
  - 4月 - 商工省工務局長心得。臨時産業合理局第二部長。
  - 5月 - 任臨時産業合理局事務官兼商工省工務局長、叙高等官二等、臨時産業合理局第一部長、臨時産業合理局第二部長。
  - 12月 - 第六十八回帝国議会商工省所管事務政府委員被仰付。
- 1936年（昭和11年）
  - 4月 - 任商工省工務局長兼臨時産業合理局事務官、臨時産業合理局第二部長。
  - 5月 - 第六十九回帝国議会商工省所管事務政府委員被仰付。臨時産業合理局第一部長兼務。
  - 10月 - 依願免本官竝兼官。満洲重工、実業部次長として渡満。
- 1937年（昭和12年）
  - 7月 - 産業部次長。
- 1939年（昭和14年）
  - 10月 - 任商工次官、叙高等官二等。
- 1941年（昭和16年）
  - 10月 - 東条内閣で商工大臣に就任。『米國及英國ニ對スル宣戰ノ詔書』に署名。
- 1942年（昭和17年）
  - 4月 - 衆議院議員（ - 1943年10月）。
- 1943年（昭和18年）
  - 3月 - 経団連の前身となる商工経済会設置法を成立させる[39]。
  - 10月 - 任国務大臣、商工次官兼任、叙高等官一等。
  - 11月 - 国務相、軍需次官（ - 1944年7月）。
- 1945年（昭和20年）
  - 9月 - 戦犯被疑者として巣鴨拘置所入所（ - 1948年12月）。
- 1952年（昭和27年）
  - 4月 - 追放解除。
- 1953年（昭和28年）
  - 3月 - 自由党入党。
  - 4月 - 衆議院議員（ - 1979年9月）。
  - 12月 - 憲法調査会会長。
- 1954年（昭和29年）
  - 11月 - 自由党を除名、日本民主党幹事長。
- 1955年（昭和30年）
  - 11月 - 自由民主党幹事長。
- 1956年（昭和31年）
  - 12月 - 石橋内閣で外務大臣（ - 1957年2月）。
- 1957年（昭和32年）
  - 2月 - 内閣総理大臣。
  - 3月 - 自由民主党大会開催、総裁に当選。
- 1960年（昭和35年）
  - 7月 - 内閣総理大臣、自由民主党総裁退任。
- 1965年（昭和40年）
  - 1月 - チャーチル元首相の国葬に政府特使で訪英（ - 2月）[211]
- 1974年（昭和49年）
  - 協和協会を設立、初代会長。
- 1979年（昭和54年）
  - 国連平和賞受賞
  - 9月 - 政界引退（後継は吹田愰を指名）
  - 11月 - 朴正煕の葬儀に政府特使で参列。
- 1987年（昭和62年）
  - 8月7日 - 死去、90歳没。

墓は山口県田布施町及び静岡県御殿場市の冨士霊園。

## 栄典
位階
- 1940年（昭和15年）10月15日 - 従四位[212]
- 1943年（昭和18年）11月15日 - 正三位[213]

勲章など
- 1967年（昭和42年）4月29日 - 勲一等旭日桐花大綬章
- 1979年（昭和54年）8月28日 - 国際連合から「国連の人口活動の理想を深く理解し、推進のためにたゆまぬ努力をされた」と評価され[214]、日本人として初となる国連平和賞(国連ピース・メダル)を受けた[47][215]。
- 1984年（昭和59年） - 日本棋院から大倉賞を受賞
- 1987年（昭和62年）8月7日 - 大勲位菊花大綬章

外国勲章佩用允許
- 1942年（昭和17年）7月6日 - 満洲国・国境事変従軍記章[216]

## 著作
自著
- 『日本戦時経済の進む途』研進社、1942年4月20日。新版復刊・経営科学出版、2022年
- 『二十世紀のリーダーたち』サンケイ出版、1982年8月30日。
- 『我が青春 : 生い立ちの記 思い出の記』廣済堂出版、1983年11月8日。ISBN 4331501728。
  - 岸信介の後援会誌『風声』昭和28年第2号〜昭和31年第11号に連載された「我が生い立ちの記」全文を編んだもの。
- 『岸信介回顧録 : 保守合同と安保改定』廣済堂出版、1983年11月8日。ISBN 433150171X。
- 『保守政権の担い手 私の履歴書』 日本経済新聞出版社〈日経ビジネス人文庫〉、2007年。
  - 新編再刊。旧版『私の履歴書 第8集』日本経済新聞社、1959年ほか

共著・共編著
- 南正樹、星野直樹、栗栖赳夫『保険業法・取引所法・税法・担保附社債信託法』〈現代法学全集(23)〉、日本評論社、1928年。

- 矢次一夫、伊藤隆『岸信介の回想』文藝春秋、1981年。文春学藝ライブラリー（文庫判）、2014年10月
  - 矢次一夫・伊藤隆との鼎談、後半に資料編として「巣鴨日記」がある。
- 原彬久『岸信介証言録』毎日新聞社、2003年4月。ISBN 978-4620316222。{{cite book ja}}:  CS1メンテナンス: ref=harv (カテゴリ)中公文庫、2014年11月
- 『岸信介 最後の回想　その生涯と60年安保』 聞き手加地悦子、加瀬英明監修、勉誠出版、2016年7月
- 『耐雪―岸信介幽窗の詩歌集』（山口県）田布施町郷土館 研究紀要別冊 2001年

その他
- 『青年に望む』 - 自民党発行のブックレット
- 『日本の進路と安保条約』 - 自民党発行のブックレット
- 『青年学徒に告ぐ』皇學館大学出版部　講演叢書第1輯 1969年

## 一族

### 家族・親族

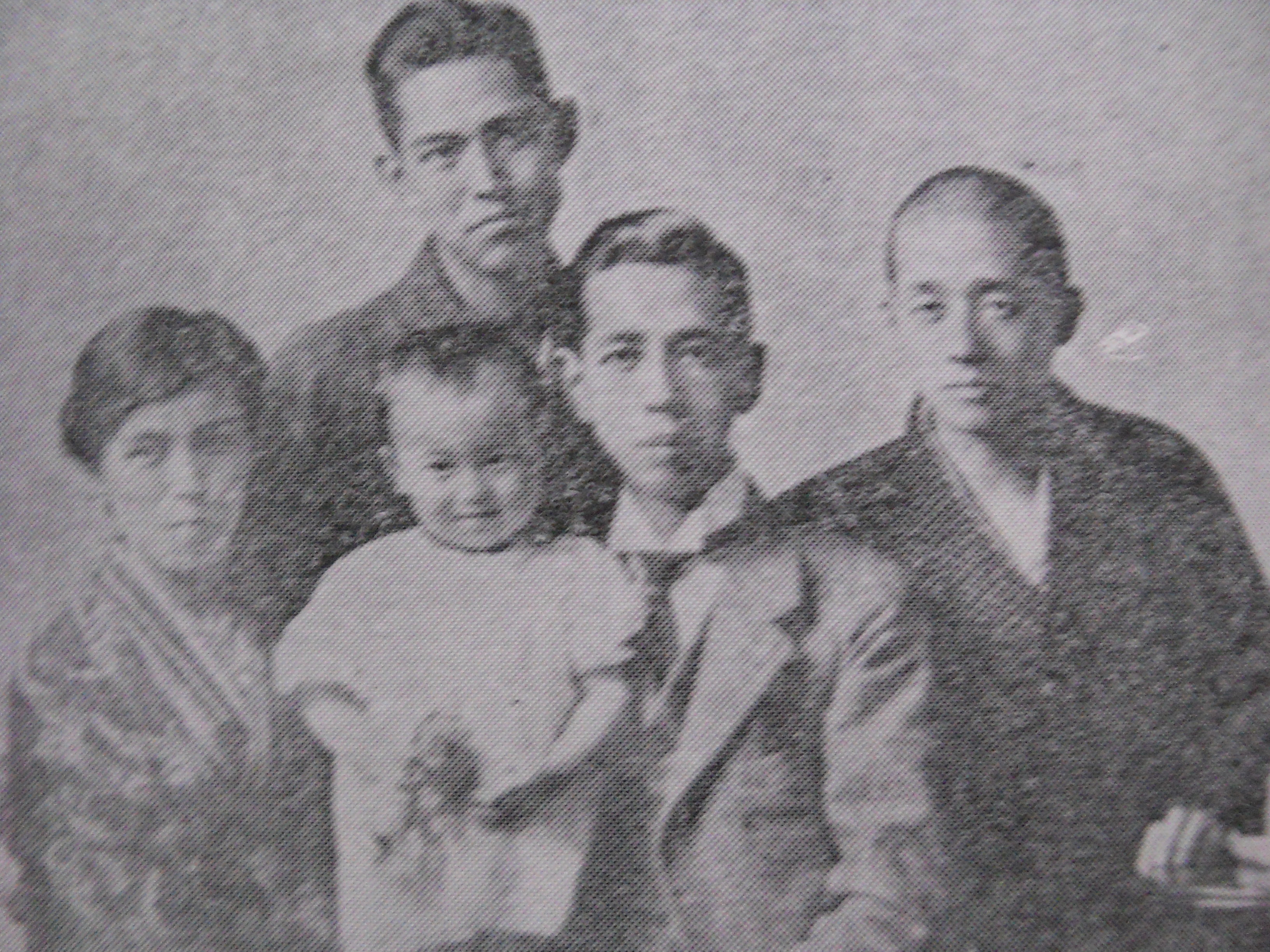
農商務省時代（大正12年）
左から良子、信和、佐藤栄作、信介、吉田寛）

実家（佐藤家）
佐藤家の祖先について、確証はないが、遠祖は源義経の家臣佐藤忠信であるという口伝がある。「佐藤家の祖は、およそ三百年さかのぼることができる。それ以前は、源義経の家臣佐藤忠信に発する、という口伝がある。もちろん信ずべき証はない。ただ佐藤の本家に生れ、あとで栄作と縁組することになる寛子は“子供のころから、浄瑠璃狐忠信の忠信は先祖と聞かされて”いる。義経千本桜四段目で狐の化けた忠信が静御前を守護する。この忠信は源氏車の家紋をつけた衣装で舞う。佐藤家の紋所もまた同じ源氏車である」という。
岸は自伝の中で「佐藤家は貧乏でこそあれ家柄としては断然飛び離れた旧藩時代からの士族で、ことに曽祖父・信寛の威光がまだ輝いていた。また、叔父、叔母、兄、姉など、いずれも中学校や女学校などに入学し、いわゆる学問をするほとんど唯一の家柄だったのである。」、「佐藤の子供だというので、自然に一目も二目も置いて付き合われたので、好い気になって威張っていた傾きもあった」と述べている。
佐藤家の菩提寺は田布施町下田布施名倉の浄土真宗本願寺派帯江山真光寺。
- 曽祖父・信寛（長州藩士、島根県令）
佐藤家第10代当主。「この曽祖父は、佐藤家の歴史においては最も傑出した人であった。もっとも、その叔父の九右衛門は坪井家に養われて長井雅楽の一味として当時、藩政の要路にあり、非常な傑物だったといわれる。佐藤家に伝わる政治家的な性格は、この坪井九右衛門や、曽祖父の信寛によって最も顕著にあらわれた。」[222]という。
- 祖父・信彦（漢学者、政治家）
信彦は県議会議員を2期務め、優れた漢学者でもあった[223]。
- 祖母・みね（徳山藩士[223]・国広治左衛門の娘）
- 実父・秀助（山口県庁官吏、のち酒造業）
田布施・岸半左衛門要蔵の子岸信祐の三男。佐藤家に婿入りして分家を立てた。信介の実弟佐藤栄作は父秀助について「父は非常に勉強好きな人で、寡黙な人だった。私があまり口をきかないのも、性質が父親に似たせいだろう」と述べている[224]
- 実母・茂世（佐藤信彦の長女）
子供たちの教育はすべて母・茂世の手で行われ、スパルタ式の教育で信介ら兄弟が泣いたりして家へ帰ろうものなら叱りつけて家の中に入れなかったという。また、佐藤家の家運が傾き貧乏になった時も「ウチは県令と士族の家柄ですからね!」と頑として挫けず、対外的な意地を張り通したという[225]（武士は食わねど高楊枝）。
- 兄・市郎（軍人・海軍中将）
- 弟・栄作（政治家・首相）
茂世の弟・佐藤松介（医師・岡山医学専門学校教授）の婿養子となり佐藤家本家を継ぐ。

養家・自家（岸家）
- 養父・伯父・信政（山口県士族）
- 従妹・妻・良子
- 長男・信和
妻・仲子は山口県議会議長を務めた田辺譲の二女。田辺は日産コンツェルン創始者鮎川義介の従兄に当たる。
- 長女・洋子（山口県、政治家安倍晋太郎に嫁す）
  - 同長男・安倍寛信（経営者、三菱商事取締役を経て三菱商事パッケージング社長）　
  - 同二男・安倍晋三（政治家、第90・96・97・98代首相）
  - 同三男・岸信夫（政治家　長男・信和の養子となって岸家を継いでいる）
    - 長男・岸信千世（政治家）
    - 次男・岸智弘（三井不動産）

その他の親戚
- 叔父・佐藤松介（茂世の弟、佐藤家本家の当主、医師）
岡山医学専門学校教授を務め、信介を岡山に呼んで学費や生活費の面倒を見ていたが、34歳で急逝した。妻・藤枝は松岡洋右の妹。
- 従妹・佐藤寛子（松介の長女、弟・栄作の妻）
- 甥・佐藤信二（栄作と寛子の二男、運輸大臣・通産大臣）
- 従弟・吉田寛（茂世の妹・さわの子、首相・吉田茂の娘・桜子の夫）

### 岸家の系譜
岸家と佐藤家にまつわる余談の挿話だが、「郷里田布施の選挙戦のとき佐藤派はなんとかして岸信介にケチをつけたいと頭をひねった。思いついたのが、土地に古くから言い伝えられていた“ガン”の故事である。もともと岸家は悪代官の家系ではないか、とだれかが言い始めた。というのは、毛利元就が陶晴賢と厳島沖で戦って大勝を収めた際、寝返って毛利方についた船の調達人が“ガン”と称する帰化人であったという。周防長門を手中におさめた毛利公は、その功績によって“ガン”を田布施周辺の代官に召し立てた。ところがこれが悪代官で、年貢はきびしく取り立てるし、女を囲う、金を貯める。このガンの子孫こそ、ほかならぬ“岸（がん）”ではないか、というのであった。選挙戦となると、佐藤陣営はこの昔話を“岸家”にこじつけて“岸信介は悪代官の子孫だ!”と、喚きたてた。龍太郎も最初のうちは、そうだ、そうだ、と同調していたが、しだいに照れくさくなって言わなくなった。…考えてみると信介が岸家に養子にいったのは事実だがそれ以前に信介栄作の父佐藤秀助は岸家から佐藤家へ養子に来た男である。栄作にも、そして龍太郎にも岸家の血が流れている。悪代官の子孫だ、と佐藤派の者が叫ぶたびにヘンな気がしてきたという。天にツバするとはこのことか。岸家と佐藤家は、異なるようで同じく、同じようで違う。両者“悪代官”の果てかどうかは定かでないが、この挿話は両家の関係をよくあらわしている」という。
また別の挿話で、「信介より五つ年下の良子夫人は、信介が西田布施の高等科一年の時に、尋常科一年に入って来た。養父つまり良子の父信政が亡くなった時は、良子は尋常三年、数え年10歳だった。岸家は家の構えからして古風であり、整然としており、昔からの諸式がよく維持されていた。何事によらずキチンとしていた。例えば、神棚にお灯明をあげるにも火打石を使い、マッチの火などは“汚れている”とされていたのだった。このような雰囲気は、乱雑な、そして一切かまわない、古い仕来りのほとんど残されていない佐藤家の空気とはおよそ対蹠的なものだった。」という。
|        |        |        |        |        |        |  |  |          |        |        |        |        |        |  |  | 鮎川弥八 |          |          |          |          |          |  |  |          |        |        |        |        |        |  |  |            |            |            |            |            |            |  |  |          |          |          |          |          |          |  |  |          |          |          |          |          |          |
|        |        |        |        |        |        |  |  | 井上馨   | 井上馨 | 井上馨 | 井上馨 | 井上馨 | 井上馨 |  |  |          |          |          |          |          |          |  |  |          |        |        |        |        |        |  |  | 鮎川弥一   | 鮎川弥一   | 鮎川弥一   | 鮎川弥一   | 鮎川弥一   | 鮎川弥一   |  |  | 鮎川純太 | 鮎川純太 | 鮎川純太 | 鮎川純太 | 鮎川純太 | 鮎川純太 |  |  |          |          |          |          |          |          |
|        |        |        |        |        |        |  |  | 井上馨   | 井上馨 | 井上馨 | 井上馨 | 井上馨 | 井上馨 |  |  |          |          |          |          |          |          |  |  |          |        |        |        |        |        |  |  | 鮎川弥一   | 鮎川弥一   | 鮎川弥一   | 鮎川弥一   | 鮎川弥一   | 鮎川弥一   |  |  | 鮎川純太 | 鮎川純太 | 鮎川純太 | 鮎川純太 | 鮎川純太 | 鮎川純太 |  |  |          |          |          |          |          |          |
|        |        |        |        |        |        |  |  |          |        |        |        |        |        |  |  |          |          |          |          |          |          |  |  | 鮎川義介 |        |        |        |        |        |  |  |            |            |            |            |            |            |  |  |          |          |          |          |          |          |  |  |          |          |          |          |          |          |
|        |        |        |        |        |        |  |  |          |        |        |        |        |        |  |  |          |          |          |          |          |          |  |  |          |        |        |        |        |        |  |  |            |            |            |            |            |            |  |  |          |          |          |          |          |          |  |  |          |          |          |          |          |          |
|        |        |        |        |        |        |  |  | つね     | つね   | つね   | つね   | つね   | つね   |  |  |          |          |          |          |          |          |  |  |          |        |        |        |        |        |  |  | 鮎川金次郎 | 鮎川金次郎 | 鮎川金次郎 | 鮎川金次郎 | 鮎川金次郎 | 鮎川金次郎 |  |  |          |          |          |          |          |          |  |  |          |          |          |          |          |          |
|        |        |        |        |        |        |  |  | つね     | つね   | つね   | つね   | つね   | つね   |  |  |          |          |          |          |          |          |  |  |          |        |        |        |        |        |  |  | 鮎川金次郎 | 鮎川金次郎 | 鮎川金次郎 | 鮎川金次郎 | 鮎川金次郎 | 鮎川金次郎 |  |  |          |          |          |          |          |          |  |  |          |          |          |          |          |          |
|        |        |        |        |        |        |  |  |          |        |        |        |        |        |  |  | なか     |          |          |          |          |          |  |  |          |        |        |        |        |        |  |  |            |            |            |            |            |            |  |  |          |          |          |          |          |          |  |  |          |          |          |          |          |          |
|        |        |        |        |        |        |  |  |          |        |        |        |        |        |  |  |          |          |          |          |          |          |  |  |          |        |        |        |        |        |  |  |            |            |            |            |            |            |  |  |          |          |          |          |          |          |  |  |          |          |          |          |          |          |
|        |        |        |        |        |        |  |  |          |        |        |        |        |        |  |  |          |          |          |          |          |          |  |  |          |        |        |        |        |        |  |  |            |            |            |            |            |            |  |  |          |          |          |          |          |          |  |  |          |          |          |          |          |          |
|        |        |        |        |        |        |  |  |          |        |        |        |        |        |  |  |          |          |          |          |          |          |  |  |          |        |        |        |        |        |  |  |            |            |            |            |            |            |  |  |          |          |          |          |          |          |  |  |          |          |          |          |          |          |
|        |        |        |        |        |        |  |  |          |        |        |        |        |        |  |  | 辰       |          |          |          |          |          |  |  |          |        |        |        |        |        |  |  |            |            |            |            |            |            |  |  |          |          |          |          |          |          |  |  |          |          |          |          |          |          |
|        |        |        |        |        |        |  |  |          |        |        |        |        |        |  |  |          |          |          |          |          |          |  |  |          |        |        |        |        |        |  |  |            |            |            |            |            |            |  |  |          |          |          |          |          |          |  |  |          |          |          |          |          |          |
|        |        |        |        |        |        |  |  | 小沢正路 |        |        |        |        |        |  |  |          |          |          |          |          |          |  |  |          |        |        |        |        |        |  |  |            |            |            |            |            |            |  |  |          |          |          |          |          |          |  |  |          |          |          |          |          |          |
|        |        |        |        |        |        |  |  |          |        |        |        |        |        |  |  |          |          |          |          |          |          |  |  | 田辺譲   | 田辺譲 | 田辺譲 | 田辺譲 | 田辺譲 | 田辺譲 |  |  | 仲子       | 仲子       | 仲子       | 仲子       | 仲子       | 仲子       |  |  |          |          |          |          |          |          |  |  |          |          |          |          |          |          |
|        |        |        |        |        |        |  |  |          |        |        |        |        |        |  |  |          |          |          |          |          |          |  |  | 田辺譲   | 田辺譲 | 田辺譲 | 田辺譲 | 田辺譲 | 田辺譲 |  |  | 仲子       | 仲子       | 仲子       | 仲子       | 仲子       | 仲子       |  |  |          |          |          |          |          |          |  |  |          |          |          |          |          |          |
|        |        |        |        |        |        |  |  |          |        |        |        |        |        |  |  |          |          |          |          |          |          |  |  |          |        |        |        |        |        |  |  |            |            |            |            |            |            |  |  |          |          |          |          |          |          |  |  |          |          |          |          |          |          |
|        |        |        |        |        |        |  |  |          |        |        |        |        |        |  |  | 田辺誠民 | 田辺誠民 | 田辺誠民 | 田辺誠民 | 田辺誠民 | 田辺誠民 |  |  |          |        |        |        |        |        |  |  |            |            |            |            |            |            |  |  | 岸信夫   | 岸信夫   | 岸信夫   | 岸信夫   | 岸信夫   | 岸信夫   |  |  | 岸信千世 | 岸信千世 | 岸信千世 | 岸信千世 | 岸信千世 | 岸信千世 |
|        |        |        |        |        |        |  |  |          |        |        |        |        |        |  |  | 田辺誠民 | 田辺誠民 | 田辺誠民 | 田辺誠民 | 田辺誠民 | 田辺誠民 |  |  |          |        |        |        |        |        |  |  |            |            |            |            |            |            |  |  | 岸信夫   | 岸信夫   | 岸信夫   | 岸信夫   | 岸信夫   | 岸信夫   |  |  | 岸信千世 | 岸信千世 | 岸信千世 | 岸信千世 | 岸信千世 | 岸信千世 |
|        |        |        |        |        |        |  |  |          |        |        |        |        |        |  |  |          |          |          |          |          |          |  |  |          |        |        |        |        |        |  |  |            |            |            |            |            |            |  |  |          |          |          |          |          |          |  |  |          |          |          |          |          |          |
|        |        |        |        |        |        |  |  |          |        |        |        |        |        |  |  | 岸信政   | 岸信政   | 岸信政   | 岸信政   | 岸信政   | 岸信政   |  |  | 良子     | 良子   | 良子   | 良子   | 良子   | 良子   |  |  | 岸信和     | 岸信和     | 岸信和     | 岸信和     | 岸信和     | 岸信和     |  |  |          |          |          |          |          |          |  |  |          |          |          |          |          |          |
|        |        |        |        |        |        |  |  |          |        |        |        |        |        |  |  | 岸信政   | 岸信政   | 岸信政   | 岸信政   | 岸信政   | 岸信政   |  |  | 良子     | 良子   | 良子   | 良子   | 良子   | 良子   |  |  | 岸信和     | 岸信和     | 岸信和     | 岸信和     | 岸信和     | 岸信和     |  |  |          |          |          |          |          |          |  |  |          |          |          |          |          |          |
|        |        |        |        |        |        |  |  |          |        |        |        |        |        |  |  |          |          |          |          |          |          |  |  |          |        |        |        |        |        |  |  |            |            |            |            |            |            |  |  |          |          |          |          |          |          |  |  |          |          |          |          |          |          |
| 岸要蔵 | 岸要蔵 | 岸要蔵 | 岸要蔵 | 岸要蔵 | 岸要蔵 |  |  | 岸信祐   | 岸信祐 | 岸信祐 | 岸信祐 | 岸信祐 | 岸信祐 |  |  |          |          |          |          |          |          |  |  |          |        |        |        |        |        |  |  |            |            |            |            |            |            |  |  | 安倍晋三 | 安倍晋三 | 安倍晋三 | 安倍晋三 | 安倍晋三 | 安倍晋三 |  |  |          |          |          |          |          |          |
| 岸要蔵 | 岸要蔵 | 岸要蔵 | 岸要蔵 | 岸要蔵 | 岸要蔵 |  |  | 岸信祐   | 岸信祐 | 岸信祐 | 岸信祐 | 岸信祐 | 岸信祐 |  |  |          |          |          |          |          |          |  |  |          |        |        |        |        |        |  |  |            |            |            |            |            |            |  |  | 安倍晋三 | 安倍晋三 | 安倍晋三 | 安倍晋三 | 安倍晋三 | 安倍晋三 |  |  |          |          |          |          |          |          |
|        |        |        |        |        |        |  |  |          |        |        |        |        |        |  |  |          |          |          |          |          |          |  |  |          |        |        |        |        |        |  |  |            |            |            |            |            |            |  |  |          |          |          |          |          |          |  |  |          |          |          |          |          |          |
|        |        |        |        |        |        |  |  |          |        |        |        |        |        |  |  | 佐藤秀助 | 佐藤秀助 | 佐藤秀助 | 佐藤秀助 | 佐藤秀助 | 佐藤秀助 |  |  | 岸信介   | 岸信介 | 岸信介 | 岸信介 | 岸信介 | 岸信介 |  |  | 洋子       | 洋子       | 洋子       | 洋子       | 洋子       | 洋子       |  |  |          |          |          |          |          |          |  |  |          |          |          |          |          |          |
|        |        |        |        |        |        |  |  |          |        |        |        |        |        |  |  | 佐藤秀助 | 佐藤秀助 | 佐藤秀助 | 佐藤秀助 | 佐藤秀助 | 佐藤秀助 |  |  | 岸信介   | 岸信介 | 岸信介 | 岸信介 | 岸信介 | 岸信介 |  |  | 洋子       | 洋子       | 洋子       | 洋子       | 洋子       | 洋子       |  |  |          |          |          |          |          |          |  |  |          |          |          |          |          |          |
|        |        |        |        |        |        |  |  |          |        |        |        |        |        |  |  |          |          |          |          |          |          |  |  |          |        |        |        |        |        |  |  |            |            |            |            |            |            |  |  |          |          |          |          |          |          |  |  |          |          |          |          |          |          |
|        |        |        |        |        |        |  |  |          |        |        |        |        |        |  |  |          |          |          |          |          |          |  |  |          |        |        |        |        |        |  |  |            |            |            |            |            |            |  |  |          |          |          |          |          |          |  |  |          |          |          |          |          |          |
|        |        |        |        |        |        |  |  |          |        |        |        |        |        |  |  |          |          |          |          |          |          |  |  | 安倍寛   | 安倍寛 | 安倍寛 | 安倍寛 | 安倍寛 | 安倍寛 |  |  | 安倍晋太郎 | 安倍晋太郎 | 安倍晋太郎 | 安倍晋太郎 | 安倍晋太郎 | 安倍晋太郎 |  |  | 安倍寛信 | 安倍寛信 | 安倍寛信 | 安倍寛信 | 安倍寛信 | 安倍寛信 |  |  |          |          |          |          |          |          |
|        |        |        |        |        |        |  |  |          |        |        |        |        |        |  |  |          |          |          |          |          |          |  |  | 安倍寛   | 安倍寛 | 安倍寛 | 安倍寛 | 安倍寛 | 安倍寛 |  |  | 安倍晋太郎 | 安倍晋太郎 | 安倍晋太郎 | 安倍晋太郎 | 安倍晋太郎 | 安倍晋太郎 |  |  | 安倍寛信 | 安倍寛信 | 安倍寛信 | 安倍寛信 | 安倍寛信 | 安倍寛信 |  |  |          |          |          |          |          |          |

### 佐藤家の系譜
（佐藤氏系譜（武家家伝））
```
　　　　　　　　　　　　　　　　　　　　　　　　　　　　　　┏━昭和天皇━━━━━明仁上皇
　　　　　　　　　　　　　　　　　　明治天皇━━━大正天皇━┫
　　　　　　　　　　　　　　　　　　　　　　　　　　　　　　┗━三笠宮崇仁親王━━寬仁親王
　　　　　　　　　　　　　　　　　　　　　　　　　　　　　　　　　　　　　　　　　　　┃　　┏━彬子女王
　　　　　　　　　　　　　　　　　　　　　　　　　　　　　　　　　　　　　　　　　　　┣━━┫
　　　　　　　　　　　　　　　　　　　　　　　　　　　　　　　　麻生太賀吉　　　　　　┃　　┗━瑶子女王
　　　　　　　　　　　　　　　　　　　　　　　　　　　　　　　　　　　┃　　┏━━━━信子
　　　　　　　　　　　　　　　　　　　　　　　　　　　　　　　　　　　┣━━┫
　　　　　　　　　　　　　　　　　　　　　　　　　　　　　　　　　　　┃　　┗━麻生　太郎
　　　　　　　　　　　　　　　　　　　　　　　　　　　　　　┏━━━━和子
　　　　　　　　　　　　　　　　　　　　　　　　　吉田　茂━┫
　　　　　　　　　　　　　　　　　　　　　　　　　　　　　　┗━━━━桜子
　　　　　　　　　　　　　　　　　　　　　　　　　吉田祥朔　　　　　　┃
　　　　　　　　　　　　　　　　　　　　　　　　　　　┃　　　　　　　┃
　　　　　　　　　　　　　　　　　　　　　　　　　　　┣━━━━吉田　　寛
　　　　　　　　　　　　　　　　　　　　　　　　　　　┃
　　　　　　　　　　　　　　　　　　　　　　　┏━━━さわ
　　　　　　　　　　　　　　　　　　　　　　　┃　　　　　　┏━━━━正子
　　　　　　　　　　　　　　　　　　　　　　　┣━佐藤松介━┫
　　　　　　　　　　　　　　　　　　　　　　　┃　　　　　　┗━━━━寛子
佐藤信孝━━佐藤信立━━佐藤信寛━━佐藤信彦━╋━佐藤寛造　　　　　　┃
　　　　　　　　　　　　　　　　　　　　　　　┃　　　　　　　　　　　┣━━┳━佐藤龍太郎━━━佐藤栄治
　　　　　　　　　　　　　　　　　　　　　　　┃　（佐藤）　　　　　　┃　　┃
　　　　　　　　　　　　　　　　　　　　　　　┣━池上作造　┏━佐藤　栄作　┗━佐藤　信二
　　　　　　　　　　　　　　　　　　　　　　　┃　　　　　　┃
　　　　　　　　　　　　　　　　　　　　　　　┗━━━茂世　┃
　　　　　　　　　　　　　　　　　　　　　　　　　　　　┃　┃　（佐藤）
　　　　　　　　　　　　　　　　　　　　　　　　　　　　┣━╋━岸　　信介━━━━━━洋子
　　　　　　　　　　　　　　　　　　　　　　　　　　　　┃　┃　　　　　　　　　　　　┃
　　　　　　　　　　　　　　　　　　　　　　　　　（岸）┃　┃　　　　　　　　　　　　┣━━━━安倍晋三
　　　　　　　　　　　　　　　　　　　　　　　┏━佐藤秀助　┃　　　　　　　　　　　　┃
　　　　　　　　　　　　　　　　　　　　　　　┃　　　　　　┗━佐藤　市郎　　　安倍晋太郎
　　　　　　　　　　　　岸　要蔵━━岸　信祐━┫
　　　　　　　　　　　　　　　　　　　　　　　┃
　　　　　　　　　　　　　　　　　　　　　　　┗━岸　信政━━━━━━良子
　　　　　　　　　　　　　　　　　　　　　　　　　　　　　　　　（信介夫人）

```

## 資料館・旧宅
岸信介・佐藤栄作兄弟宰相の遺品展示室（田布施町郷土館）
所在地 - 山口県熊毛郡田布施町大字下田布施875番地6
岸信介、佐藤栄作兄弟の出身地、田布施町郷土館内に設置。国連平和賞、ノーベル平和賞などの遺品や関連文書を展示し、両元首相を顕彰している。

御殿場の旧岸信介邸
所在地 - 静岡県御殿場市東山1082-1
岸が、晩年の17年間を過ごした邸宅（吉田五十八設計）は、2003年（平成15年）に長女・安倍洋子らによって地元御殿場市に寄贈され、土地は御殿場市の財産区が購入し観光文化施設「御殿場東山ミュージアムパーク」として整備を進め、現在は「東山旧岸邸」として一般公開されている。これらに先立ち御殿場市の市制50周年を記念し、2005年（平成17年）10月5日から10月10日まで一般無料公開された。

## 関連作品
小説など
- 山岡荘八『小説岸信介』第一世論社、1959年5月10日。
- 北康利『叛骨の宰相 岸信介』角川書店、2014年1月。ISBN 978-4046001412。
- 太田尚樹『満州と岸信介－巨魁を生んだ幻の帝国』角川書店、2015年9月。ISBN 978-4046533531。
  - 『満州裏史　甘粕正彦と岸信介が背負ったもの』講談社、2005年、講談社文庫、2011年。姉妹編
- 中路啓太『ミネルヴァとマルス　昭和の妖怪・岸信介』（上下）、KADOKAWA、2019年3月

ドキュメンタリー映画
- 『主戦場』（2019年、ミキ・デザキ監督）
- 『妖怪の孫』（2023年、内山雄人監督）

映画
- 『激動の昭和史 軍閥』（1970年、東宝、演：片山滉）
- 『小説吉田学校』（1983年、東宝、演：仲谷昇）

テレビドラマ
- 『山河燃ゆ』（1984年、NHK大河ドラマ、演：岡田映一）
- 『李香蘭』（2007年、テレビ東京、演：市山貴章）
- 『わが家の歴史』（2010年、フジテレビ、演：小日向文世）

漫画
- 『虹色のトロツキー』（安彦良和、潮出版社『コミックトム』、1990年 - 1996年）
- 『岸信介の強腕』（さいとう・たかを著・ 戸川猪佐武原作、講談社+α文庫、1999年。ISBN 4-06-256363-0）[233]
- 『疾風の勇人』（大和田秀樹、講談社『週刊モーニング』、2016年 - 2017年）